# Playoffs NBA 2017
Los Playoffs de la NBA de 2017 fueron el ciclo de cierre o eliminatorias de la Temporada 2016-17 de la NBA. Los playoffs comenzaron el sábado 15 de abril y terminaron el lunes 12 de junio con los campeones de la Conferencia Oeste, los Golden State Warriors, derrotando a los campeones de la Conferencia Este, los Cleveland Cavaliers, en el quinto partido de las Finales de la NBA de 2017.

## Formato
El formato de estos playoffs es el mismo utilizado desde hace tres años.
Los 30 equipos en el torneo norteamericano se distribuyen dividiéndose en 2 conferencias de 15 equipos cada una. Cada Conferencia está constituida por 3 Divisiones diferentes y, en cada una de ellas, están incluidos 5 equipos. La Conferencia Oeste incluye la División Pacífico, División Noroeste y la División Suroeste; la Conferencia Este está compuesta por la División Atlántico, División Central y División Sureste.
Una vez terminada la temporada regular, la clasificación para los playoffs se produce de la siguiente manera: Clasifican los 8 mejores equipos de cada conferencia. Se ordenan en orden descendente según la cantidad de victorias.
Una vez que se establecen los puestos definitivos para los playoffs, se realizan unas eliminatorias denominadas: 1.ª ronda, Semifinales y Final de Conferencia y los equipos que ganen sus eliminatorias se van clasificando de la siguiente forma:
|  | 1.ª ronda        | 1.ª ronda |  |  | Semifinales de Conferencia | Semifinales de Conferencia |  |  | Final de Conferencia | Final de Conferencia |
|  | 2-2-1-1-1        | 2-2-1-1-1 |  |  | 2-2-1-1-1                  | 2-2-1-1-1                  |  |  | 2-2-1-1-1            | 2-2-1-1-1            |
|  |                  |           |  |  |                            |                            |  |  |                      |                      |
|  |                  |           |  |  |                            |                            |  |  |                      |                      |
|  |                  |           |  |  |                            |                            |  |  |                      |                      |
|  | 1.er Clasificado |           |  |  |                            |                            |  |  |                      |                      |
|  |                  |           |  |  |                            |                            |  |  |                      |                      |
|  | 8.º Clasificado  |           |  |  |                            |                            |  |  |                      |                      |
|  |                  |           |  |  |                            |                            |  |  |                      |                      |
|  |                  |           |  |  |                            |                            |  |  |                      |                      |
|  |                  |           |  |  |                            |                            |  |  |                      |                      |
|  | 4.º Clasificado  |           |  |  |                            |                            |  |  |                      |                      |
|  |                  |           |  |  |                            |                            |  |  |                      |                      |
|  | 5.º Clasificado  |           |  |  |                            |                            |  |  |                      |                      |
|  |                  |           |  |  |                            |                            |  |  |                      |                      |
|  |                  |           |  |  |                            |                            |  |  |                      |                      |
|  |                  |           |  |  |                            |                            |  |  |                      |                      |
|  | 2.º Clasificado  |           |  |  |                            |                            |  |  |                      |                      |
|  |                  |           |  |  |                            |                            |  |  |                      |                      |
|  | 7.º Clasificado  |           |  |  |                            |                            |  |  |                      |                      |
|  |                  |           |  |  |                            |                            |  |  |                      |                      |
|  |                  |           |  |  |                            |                            |  |  |                      |                      |
|  |                  |           |  |  |                            |                            |  |  |                      |                      |
|  | 3.er Clasificado |           |  |  |                            |                            |  |  |                      |                      |
|  |                  |           |  |  |                            |                            |  |  |                      |                      |
|  | 6.º Clasificado  |           |  |  |                            |                            |  |  |                      |                      |
|  |                  |           |  |  |                            |                            |  |  |                      |                      |

Las eliminatorias o series se juegan en un formato al mejor de 7 partidos, en el que se tiene que ganar 4 partidos para clasificarse para la siguiente ronda. El equipo que posea la ventaja de campo en cada eliminatoria disputará los partidos 1, 2, 5 y 7 como local, mientras que el resto de partidos se jugará en el pabellón del equipo contrario (Formato: 2-2-1-1-1). Se establece como equipo con ventaja de campo al que haya tenido mejor balance en liga entre los 2 contendientes de una eliminatoria. En el momento en que un equipo gana 4 partidos, se clasifica para la siguiente ronda de eliminatoria, sin jugar obligatoriamente los 7 partidos programados.

## Clasificación[1]

### Conferencia Este
| Puesto | Equipo              | Récord | Logros                      | Logros             | Logros                         | Logros                 |
| Puesto | Equipo              | Récord | Clasificación para Playoffs | Título de División | Mejor récord de la Conferencia | Mejor récord de la NBA |
| ------ | ------------------- | ------ | --------------------------- | ------------------ | ------------------------------ | ---------------------- |
| 1      | Boston Celtics      | 53-29  | 21 de marzo                 | 10 de abril        | 12 de abril                    | —                      |
| 2      | Cleveland Cavaliers | 51-31  | 19 de marzo                 | 24 de marzo        | —                              | —                      |
| 3      | Toronto Raptors     | 51-31  | 25 de marzo                 | —                  | —                              | —                      |
| 4      | Washington Wizards  | 49-33  | 24 de marzo                 | 28 de marzo        | —                              | —                      |
| 5      | Atlanta Hawks       | 43-39  | 8 de abril                  | —                  | —                              | —                      |
| 6      | Milwaukee Bucks     | 42-40  | 8 de abril                  | —                  | —                              | —                      |
| 7      | Indiana Pacers      | 42-40  | 12 de abril                 | —                  | —                              | —                      |
| 8      | Chicago Bulls       | 41-41  | 12 de abril                 | —                  | —                              | —                      |

### Conferencia Oeste
| Puesto | Equipo                 | Récord | Logros                      | Logros             | Logros                         | Logros                 |
| Puesto | Equipo                 | Récord | Clasificación para Playoffs | Título de División | Mejor récord de la Conferencia | Mejor récord de la NBA |
| ------ | ---------------------- | ------ | --------------------------- | ------------------ | ------------------------------ | ---------------------- |
| 1      | Golden State Warriors  | 67-15  | 25 de febrero               | 16 de marzo        | 5 de abril                     | 5 de abril             |
| 2      | San Antonio Spurs      | 61-21  | 4 de marzo                  | 31 de marzo        | —                              | —                      |
| 3      | Houston Rockets        | 55-27  | 14 de marzo                 | —                  | —                              | —                      |
| 4      | Los Angeles Clippers   | 51-31  | 25 de marzo                 | —                  | —                              | —                      |
| 5      | Utah Jazz              | 51-31  | 26 de marzo                 | 7 de abril         | —                              | —                      |
| 6      | Oklahoma City Thunder  | 47-35  | 29 de marzo                 | —                  | —                              | —                      |
| 7      | Memphis Grizzlies      | 43-39  | 31 de marzo                 | —                  | —                              | —                      |
| 8      | Portland Trail Blazers | 41-41  | 9 de abril                  | —                  | —                              | —                      |

Notas
1. 1 2  Cleveland alcanzó el puesto #2 sobre Toronto en base al balance de 3–0 en enfrentamientos entre ellos en temporada regular.
2. 1 2  Milwaukee alcanzó el puesto #6 sobre Indiana en base al balance de 3–1 en enfrentamientos entre ellos en temporada regular.
3. ↑  Chicago alcanzó el puesto #8 sobre Miami en base al balance de 2–1 en enfrentamientos entre ellos en temporada regular, Miami quedó eliminado.
4. 1 2  Los Clippers alcanzaron el puesto #4 sobre Utah en base al balance de 3–1 en enfrentamientos entre ellos en temporada regular, Los clippers consiguieron ventaja de campo sobre Utah.

## Cuadro de enfrentamientos
|  | Primera ronda     | Primera ronda | Primera ronda |   |               | Semifinales de Conferencia | Semifinales de Conferencia | Semifinales de Conferencia |  |    | Finales de Conferencia | Finales de Conferencia | Finales de Conferencia |  |    | Finales de la NBA | Finales de la NBA | Finales de la NBA |
|  |                   |               |               |   |               |                            |                            |                            |  |    |                        |                        |                        |  |    |                   |                   |                   |
|  | E1                | Boston        | 4             |   |               |                            |                            |                            |  |    |                        |                        |                        |  |    |                   |                   |                   |
|  | E8                | Chicago       | 2             |   |               |                            |                            |                            |  |    |                        |                        |                        |  |    |                   |                   |                   |
|  | E8                | Chicago       | 2             |   | E1            | Boston                     | 4                          |                            |  |    |                        |                        |                        |  |    |                   |                   |                   |
|  |                   |               |               |   | E1            | Boston                     | 4                          |                            |  |    |                        |                        |                        |  |    |                   |                   |                   |
|  |                   | E4            | Washington    | 3 |               |                            |                            |                            |  |    |                        |                        |                        |  |    |                   |                   |                   |
|  | E4                | E4            | Washington    | 3 | Washington    | 4                          |                            |                            |  |    |                        |                        |                        |  |    |                   |                   |                   |
|  | E4                |               |               |   | Washington    | 4                          |                            |                            |  |    |                        |                        |                        |  |    |                   |                   |                   |
|  | E5                | Atlanta       | 2             |   |               |                            |                            |                            |  |    |                        |                        |                        |  |    |                   |                   |                   |
|  | E5                | Atlanta       | 2             |   |               |                            |                            |                            |  | E1 | Boston                 | 1                      |                        |  |    |                   |                   |                   |
|  | Conferencia Este  |               |               |   |               |                            |                            |                            |  | E1 | Boston                 | 1                      |                        |  |    |                   |                   |                   |
|  |                   | E2            | Cleveland     | 4 |               |                            |                            |                            |  |    |                        |                        |                        |  |    |                   |                   |                   |
|  | E3                | E2            | Cleveland     | 4 | Toronto       | 4                          |                            |                            |  |    |                        |                        |                        |  |    |                   |                   |                   |
|  | E3                |               |               |   | Toronto       | 4                          |                            |                            |  |    |                        |                        |                        |  |    |                   |                   |                   |
|  | E6                | Milwaukee     | 2             |   |               |                            |                            |                            |  |    |                        |                        |                        |  |    |                   |                   |                   |
|  | E6                | Milwaukee     | 2             |   | E3            | Toronto                    | 0                          |                            |  |    |                        |                        |                        |  |    |                   |                   |                   |
|  |                   |               |               |   | E3            | Toronto                    | 0                          |                            |  |    |                        |                        |                        |  |    |                   |                   |                   |
|  |                   | E2            | Cleveland     | 4 |               |                            |                            |                            |  |    |                        |                        |                        |  |    |                   |                   |                   |
|  | E2                | E2            | Cleveland     | 4 | Cleveland     | 4                          |                            |                            |  |    |                        |                        |                        |  |    |                   |                   |                   |
|  | E2                |               |               |   | Cleveland     | 4                          |                            |                            |  |    |                        |                        |                        |  |    |                   |                   |                   |
|  | E7                | Indiana       | 0             |   |               |                            |                            |                            |  |    |                        |                        |                        |  |    |                   |                   |                   |
|  | E7                | Indiana       | 0             |   |               |                            |                            |                            |  |    |                        |                        |                        |  | E2 | Cleveland         | 1                 |                   |
|  |                   |               |               |   |               |                            |                            |                            |  |    |                        |                        |                        |  | E2 | Cleveland         | 1                 |                   |
|  |                   | O1            | Golden State  | 4 |               |                            |                            |                            |  |    |                        |                        |                        |  |    |                   |                   |                   |
|  | O1                | O1            | Golden State  | 4 | Golden State  | 4                          |                            |                            |  |    |                        |                        |                        |  |    |                   |                   |                   |
|  | O1                |               |               |   | Golden State  | 4                          |                            |                            |  |    |                        |                        |                        |  |    |                   |                   |                   |
|  | O8                | Portland      | 0             |   |               |                            |                            |                            |  |    |                        |                        |                        |  |    |                   |                   |                   |
|  | O8                | Portland      | 0             |   | O1            | Golden State               | 4                          |                            |  |    |                        |                        |                        |  |    |                   |                   |                   |
|  |                   |               |               |   | O1            | Golden State               | 4                          |                            |  |    |                        |                        |                        |  |    |                   |                   |                   |
|  |                   | O5            | Utah          | 0 |               |                            |                            |                            |  |    |                        |                        |                        |  |    |                   |                   |                   |
|  | O4                | O5            | Utah          | 0 | L.A. Clippers | 3                          |                            |                            |  |    |                        |                        |                        |  |    |                   |                   |                   |
|  | O4                |               |               |   | L.A. Clippers | 3                          |                            |                            |  |    |                        |                        |                        |  |    |                   |                   |                   |
|  | O5                | Utah          | 4             |   |               |                            |                            |                            |  |    |                        |                        |                        |  |    |                   |                   |                   |
|  | O5                | Utah          | 4             |   |               |                            |                            |                            |  | O1 | Golden State           | 4                      |                        |  |    |                   |                   |                   |
|  | Conferencia Oeste |               |               |   |               |                            |                            |                            |  | O1 | Golden State           | 4                      |                        |  |    |                   |                   |                   |
|  |                   | O2            | San Antonio   | 0 |               |                            |                            |                            |  |    |                        |                        |                        |  |    |                   |                   |                   |
|  | O3                | O2            | San Antonio   | 0 | Houston       | 4                          |                            |                            |  |    |                        |                        |                        |  |    |                   |                   |                   |
|  | O3                |               |               |   | Houston       | 4                          |                            |                            |  |    |                        |                        |                        |  |    |                   |                   |                   |
|  | O6                | Oklahoma      | 1             |   |               |                            |                            |                            |  |    |                        |                        |                        |  |    |                   |                   |                   |
|  | O6                | Oklahoma      | 1             |   | O3            | Houston                    | 2                          |                            |  |    |                        |                        |                        |  |    |                   |                   |                   |
|  |                   |               |               |   | O3            | Houston                    | 2                          |                            |  |    |                        |                        |                        |  |    |                   |                   |                   |
|  |                   | O2            | San Antonio   | 4 |               |                            |                            |                            |  |    |                        |                        |                        |  |    |                   |                   |                   |
|  | O2                | O2            | San Antonio   | 4 | San Antonio   | 4                          |                            |                            |  |    |                        |                        |                        |  |    |                   |                   |                   |
|  | O2                |               |               |   | San Antonio   | 4                          |                            |                            |  |    |                        |                        |                        |  |    |                   |                   |                   |
|  | O7                | Memphis       | 2             |   |               |                            |                            |                            |  |    |                        |                        |                        |  |    |                   |                   |                   |

Negrita - Ganador de las series
cursiva - Equipo con ventaja de campo
Fuente:

## Conferencia Este

### Primera Ronda

#### (1) Boston Celtics vs. (8) Chicago Bulls
| 16 de abril                 | Chicago Bulls                                                          | 106–102              | Boston Celtics                                           | |  |  |
|                             | Parciales: 23–28, 25–18, 26–28, 32–28                                  |                      |                                                          | |  |  |
|                             | Estadísticas Jimmy Butler 30 Robin López 11 Dwyane Wade, Rajon Rondo 6 | Reporte Pts Reb Asts | Estadísticas 33 Isaiah Thomas 8 Jae Crowder 8 Al Horford | Pabellón: TD Garden, Boston, Massachusetts Asistencia: 18,624 espectadores Árbitros: Mike Callahan, Kane Fitzgerald, David Guthrie Televisión: TNT |  |  |
| Chicago lidera la serie 1–0 |                                                                        |                      |                                                          | |  |  |
|                             |                                                                        |                      |                                                          | |  |  |

| 18 de abril                  | Chicago Bulls                                                          | 111–97               | Boston Celtics                                             | |  |  |
|                              | Parciales: 31–26, 23–20, 32–29, 25–22                                  |                      |                                                            | |  |  |
|                              | Estadísticas Jimmy Butler, Dwyane Wade 22 Rajon Rondo 9 Rajon Rondo 14 | Reporte Pts Reb Asts | Estadísticas 20 Isaiah Thomas 11 Al Horford 7 Kelly Olynyk | Pabellón: TD Garden, Boston, Massachusetts Asistencia: 18,624 espectadores Árbitros: James Capers, John Goble, Sean Wright Televisión: TNT |  |  |
| Chicago lidera la serie, 2–0 |                                                                        |                      |                                                            | |  |  |
|                              |                                                                        |                      |                                                            | |  |  |

| 21 de abril                 | Boston Celtics                                          | 104–87               | Chicago Bulls                                                                                           | |  |  |
|                             | Parciales: 33-15, 11-26, 32-22, 28-24                   |                      | | |  |  |
|                             | Estadísticas Al Horford 18 Al Horford 8 Isaiah Thomas 9 | Reporte Pts Reb Asts | Estadísticas 18 Dwyane Wade 11 Cristiano Felicio 3 Nikola Mirotić, Dwyane Wade, Michael Carter-Williams | Pabellón: United Center, Chicago, Illinois Asistencia: 21,293 espectadores Árbitros: Monty McCutchen, Brian Forte, Bill Spooner Televisión: ESPN |  |  |
| Chicago lidera la serie 2-1 |                                                         |                      | | |  |  |
|                             |                                                         |                      | | |  |  |

| 23 de abril        | Boston Celtics                                              | 104–95               | Chicago Bulls                                              | |  |  |
|                    | Parciales: 30-18, 27-28, 22-24, 25-25                       |                      |                                                            | |  |  |
|                    | Estadísticas Isaiah Thomas 33 Al Horford 12 Isaiah Thomas 7 | Reporte Pts Reb Asts | Estadísticas 33 Jimmy Butler 8 Bobby Portis 9 Jimmy Butler | Pabellón: United Center, Chicago, Illinois Asistencia: 21,863 espectadores Árbitros: Scott Foster, Eric Lewis, Tom Washington Televisión: TNT |  |  |
| Serie empatada 2–2 |                                                             |                      |                                                            | |  |  |
|                    |                                                             |                      |                                                            | |  |  |

| 26 de abril                | Chicago Bulls                                            | 97–108               | Boston Celtics                                                          | |  |  |
|                            | Parciales: 20-23, 30-29, 31-27, 16-29                    |                      |                                                                         | |  |  |
|                            | Estadísticas Dwyane Wade 26 Dwyane Wade 11 Dwyane Wade 8 | Reporte Pts Reb Asts | Estadísticas 24 Avery Bradley, Isaiah Thomas 8 Jae Crowder 9 Al Horford | Pabellón: TD Garden, Boston, Massachusetts Asistencia: 18,624 espectadores Árbitros: Dan Crawford, Ed Malloy, Sean Corbin Televisión: TNT |  |  |
| Boston lidera la serie 3–2 |                                                          |                      |                                                                         | |  |  |
|                            |                                                          |                      |                                                                         | |  |  |

| 28 de abril              | Boston Celtics                                                        | 105–83               | Chicago Bulls                                              | |  |  |
|                          | Parciales: 30-23, 24-18, 34-18, 17-24                                 |                      |                                                            | |  |  |
|                          | Estadísticas Avery Bradley 23 Al Horford, Kelly Olynyk 6 Al Horford 7 | Reporte Pts Reb Asts | Estadísticas 23 Jimmy Butler 11 Bobby Portis 3 Dwyane Wade | Pabellón: United Center, Chicago, Illinois Asistencia: 21,682 espectadores Árbitros: Mike Callahan, Bill Kennedy, James Williams Televisión: ESPN |  |  |
| Boston gana la serie 4–2 |                                                                       |                      |                                                            | |  |  |
|                          |                                                                       |                      |                                                            | |  |  |

| 27 de octubre de 2016 | Boston Celtics                                                         | 99–105               | Chicago Bulls                                            | |  |
|                       | Parciales: 20-30, 29–27, 24–22, 26-26                                  |                      |                                                          | |  |
|                       | Estadísticas Isaiah Thomas 25 Al Horford 7 Avery Bradley, Al Horford 5 | Reporte Pts Reb Asts | Estadísticas 24 Jimmy Butler 10 Taj Gibson 9 Rajon Rondo | Pabellón: United Center, Chicago, Illinois Asistencia: 21,501 espectadores Árbitros: Eric Dalen, Courtney Kirkland, Jason Phillips |  |

| 2 de noviembre de 2016 | Chicago Bulls                                                                      | 100–107              | Boston Celtics                                                                             | |  |
|                        | Parciales: 25-36, 27–19, 18–26, 30-26                                              |                      |                                                                                            | |  |
|                        | Estadísticas Jimmy Butler 23 Jimmy Butler, Rajon Rondo, Taj Gibson 9 Rajon Rondo 5 | Reporte Pts Reb Asts | Estadísticas 23 Isaiah Thomas, Amir Johnson 6 Amir Johnson, Jonas Jerebko 10 Isaiah Thomas | Pabellón: TD Garden, Boston, Massachusetts Asistencia: 18,624 espectadores Árbitros: Marat Kogut, Ken Mauer, Gary Zielinski |  |

| 16 de febrero de 2017 | Boston Celtics                                               | 103–104              | Chicago Bulls                                           | |  |
|                       | Parciales: 25-22, 33–30, 20–29, 25-23                        |                      |                                                         | |  |
|                       | Estadísticas Isaiah Thomas 29 Kelly Olynyk 7 Isaiah Thomas 7 | Reporte Pts Reb Asts | Estadísticas 29 Jimmy Butler 9 Taj Gibson 8 Rajon Rondo | Pabellón: United Center, Chicago, Illinois Asistencia: 21,866 espectadores Árbitros: J.T. Orr, James Williams, Zach Zarba |  |

| 12 de marzo de 2017 | Chicago Bulls                                                              | 80–100               | Boston Celtics                                            | |  |
|                     | Parciales: 9-22, 17–24, 31–30, 23-24                                       |                      |                                                           | |  |
|                     | Estadísticas Robin López, Denzel Valentine 13 Bobby Portis 8 Rajon Rondo 6 | Reporte Pts Reb Asts | Estadísticas 22 Isaiah Thomas 10 Jae Crowder 6 Al Horford | Pabellón: TD Garden, Boston, Massachusetts Asistencia: 18,624 espectadores Árbitros: Eric Lewis, Ken Mauer, Ben Taylor |  |

Este es el quinto enfrentamiento en playoffs entre los dos equipos, habiendo ganado los Celtics los cuatro anteriores.
| 1981 | Boston Celtics | 4–0 | Chicago Bulls |                                              |
|      |                |     |               |                                              |
|      |                |     |               | Pabellón: 1981 Eastern Conference Semifinals |

| 1986 | Boston Celtics | 3–0 | Chicago Bulls |                                               |
|      |                |     |               |                                               |
|      |                |     |               | Pabellón: 1986 Eastern Conference First Ronda |

| 1987 | Boston Celtics | 3–0 | Chicago Bulls |                                               |
|      |                |     |               |                                               |
|      |                |     |               | Pabellón: 1987 Eastern Conference First Ronda |

| 2009 | Boston Celtics | 4–3 | Chicago Bulls |                                               |
|      |                |     |               |                                               |
|      |                |     |               | Pabellón: 2009 Eastern Conference First Ronda |

#### (2) Cleveland Cavaliers vs. (7) Indiana Pacers
| 15 de abril                    | Indiana Pacers                                             | 108–109                               | Cleveland Cavaliers                                              | |  |  |
| 3:00 PM                        | Parciales: 29–34, 30–32, 25–26, 24–17                      | Parciales: 29–34, 30–32, 25–26, 24–17 | Parciales: 29–34, 30–32, 25–26, 24–17                            | |  |  |
|                                | Estadísticas Paul George 29 Thaddeus Young 9 Paul George 7 | Reporte Pts Reb Asts                  | Estadísticas LeBron James 32 Tristán Thompson 13 LeBron James 13 | Pabellón: Quicken Loans Arena, Cleveland, Ohio Asistencia: 20,562 espectadores Árbitros: Scott Foster, Matt Boland, Tony Brothers Televisión: ABC |  |  |
| Cleveland lidera la serie, 1–0 |                                                            |                                       |                                                                  | |  |  |
|                                |                                                            |                                       |                                                                  | |  |  |

| 17 de abril                    | Indiana Pacers                                          | 111–117                               | Cleveland Cavaliers                                       | |  |  |
| 7:00 PM                        | Parciales: 29–32, 29–31, 20–33, 33–21                   | Parciales: 29–32, 29–31, 20–33, 33–21 | Parciales: 29–32, 29–31, 20–33, 33–21                     | |  |  |
|                                | Estadísticas Paul George 32 Paul George 8 Paul George 7 | Reporte Pts Reb Asts                  | Estadísticas Kyrie Irving 37 Kevin Love 11 LeBron James 7 | Pabellón: Quicken Loans Arena, Cleveland, Ohio Asistencia: 20,562 espectadores Árbitros: Marc Davis, Sean Corbin, James Williams Televisión: TNT |  |  |
| Cleveland lidera la serie, 2–0 |                                                         |                                       |                                                           | |  |  |
|                                |                                                         |                                       |                                                           | |  |  |

| 20 de abril                    | Cleveland Cavaliers                                          | 119–114                               | Indiana Pacers                                           | |  |  |
| 7:00 PM                        | Parciales: 27–37, 22–37, 35–17, 35–23                        | Parciales: 27–37, 22–37, 35–17, 35–23 | Parciales: 27–37, 22–37, 35–17, 35–23                    | |  |  |
|                                | Estadísticas LeBron James 41 LeBron James 13 LeBron James 12 | Reporte Pts Reb Asts                  | Estadísticas Paul George 36 Paul George 15 Paul George 9 | Pabellón: Bankers Life Fieldhouse, Indianápolis, Indiana Asistencia: 17,923 espectadores Árbitros: Danny Crawford, Tony Brown, Ron Garretson Televisión: TNT |  |  |
| Cleveland lidera la serie, 3–0 |                                                              |                                       |                                                          | |  |  |
|                                |                                                              |                                       |                                                          | |  |  |

| 23 de abril                  | Cleveland Cavaliers                                       | 106–102                               | Indiana Pacers                                                    | |  |  |
| 1:00 PM                      | Parciales: 22–24, 36–28, 30–25, 18–25                     | Parciales: 22–24, 36–28, 30–25, 18–25 | Parciales: 22–24, 36–28, 30–25, 18–25                             | |  |  |
|                              | Estadísticas LeBron James 33 Kevin Love 16 LeBron James 4 | Reporte Pts Reb Asts                  | Estadísticas Lance Stephenson 22 Thaddeus Young 10 Jeff Teague 10 | Pabellón: Bankers Life Fieldhouse, Indianápolis, Indiana Asistencia: 17,923 espectadores Árbitros: Mike Callahan, David Guthrie, León Wood Televisión: ABC |  |  |
| Cleveland gana la serie, 4–0 |                                                           |                                       |                                                                   | |  |  |
|                              |                                                           |                                       |                                                                   | |  |  |

| 16 de noviembre de 2016 | Cleveland Cavaliers | 93–103  | Indiana Pacers |                                                          |  |
|                         |                     |         |                |                                                          |  |
|                         |                     | Reporte |                | Pabellón: Bankers Life Fieldhouse, Indianápolis, Indiana |  |

| 8 de febrero de 2017 | Cleveland Cavaliers | 132–117 | Indiana Pacers |                                                          |  |
|                      |                     |         |                |                                                          |  |
|                      |                     | Reporte |                | Pabellón: Bankers Life Fieldhouse, Indianápolis, Indiana |  |

| 15 de febrero de 2017 | Indiana Pacers | 104–113 | Cleveland Cavaliers |                                                |  |
|                       |                |         |                     |                                                |  |
|                       |                | Reporte |                     | Pabellón: Quicken Loans Arena, Cleveland, Ohio |  |

| 2 de abril de 2017 | Indiana Pacers | 130–135 | Cleveland Cavaliers |                                                |  |
|                    |                |         |                     |                                                |  |
|                    |                | Reporte |                     | Pabellón: Quicken Loans Arena, Cleveland, Ohio |  |

Esta es la segunda vez que se enfrentan ambos equipos en playoffs, siendo los Pacers los ganadores en el primer encuentro.
| \| 1998 \| Cleveland Cavaliers \| 1–3 \| Indiana Pacers \| \| \| \| \| \| \| \| \| \| \| \| \| Pabellón: 1998 Eastern Conference First Ronda \| |                     |     |                |                                               |
| 1998 | Cleveland Cavaliers | 1–3 | Indiana Pacers |                                               |
| |                     |     |                |                                               |
| |                     |     |                | Pabellón: 1998 Eastern Conference First Ronda |

#### (3) Toronto Raptors vs. (6) Milwaukee Bucks
| 15 de abril                    | Milwaukee Bucks                                                        | 97–83                                 | Toronto Raptors                                           | |  |  |
| 5:30 PM                        | Parciales: 30–22, 16–29, 29–19, 22–13                                  | Parciales: 30–22, 16–29, 29–19, 22–13 | Parciales: 30–22, 16–29, 29–19, 22–13                     | |  |  |
|                                | Estadísticas Giannis Antetokounmpo 28 Greg Monroe 15 Khris Middleton 9 | Reporte Pts Reb Asts                  | Estadísticas DeMar DeRozan 27 Serge Ibaka 14 Kyle Lowry 6 | Pabellón: Air Canada Centre, Toronto, Ontario Asistencia: 20,133 espectadores Árbitros: Ken Mauer, John Goble, Ed Malloy Televisión: ESPN |  |  |
| Milwaukee lidera la serie, 1–0 |                                                                        |                                       |                                                           | |  |  |
|                                |                                                                        |                                       |                                                           | |  |  |

| 18 de abril         | Milwaukee Bucks                                                                        | 100–106                               | Toronto Raptors                                                  | |  |  |
| 7:00 PM             | Parciales: 25–28, 27–27, 31–29, 17–22                                                  | Parciales: 25–28, 27–27, 31–29, 17–22 | Parciales: 25–28, 27–27, 31–29, 17–22                            | |  |  |
|                     | Estadísticas Giannis Antetokounmpo 24 Giannis Antetokounmpo 15 Giannis Antetokounmpo 7 | Reporte Pts Reb Asts                  | Estadísticas DeMar DeRozan 23 Jonas Valančiūnas 10 Serge Ibaka 6 | Pabellón: Air Canada Centre, Toronto, Ontario Asistencia: 20,077 espectadores Árbitros: Mike Callahan, Bill Kennedy, Mark Lindsay Televisión: NBA TV |  |  |
| Serie empatada, 1–1 |                                                                                        |                                       |                                                                  | |  |  |
|                     |                                                                                        |                                       |                                                                  | |  |  |

| 20 de abril                    | Toronto Raptors                                                            | 77–104                                | Milwaukee Bucks                                                           | |  |  |
| 8:00 PM                        | Parciales: 12–32, 18–25, 16–21, 31–26                                      | Parciales: 12–32, 18–25, 16–21, 31–26 | Parciales: 12–32, 18–25, 16–21, 31–26                                     | |  |  |
|                                | Estadísticas Lowry, Wright 13 each Pöltl, Valančiūnas 7 each Cory Joseph 3 | Reporte Pts Reb Asts                  | Estadísticas Khris Middleton 20 Giannis Antetokounmpo 8 Malcolm Brogdon 9 | Pabellón: Bradley Center, Milwaukee, Wisconsin Asistencia: 18,717 espectadores Árbitros: Derrick Stafford, Derrick Collins, Zach Zarba Televisión: NBA TV |  |  |
| Milwaukee lidera la serie, 2–1 |                                                                            |                                       |                                                                           | |  |  |
|                                |                                                                            |                                       |                                                                           | |  |  |

| 22 de abril         | Toronto Raptors                                               | 87–76                                 | Milwaukee Bucks                                                       | |  |  |
| 3:00 PM             | Parciales: 19–19, 22–22, 23–17, 23–18                         | Parciales: 19–19, 22–22, 23–17, 23–18 | Parciales: 19–19, 22–22, 23–17, 23–18                                 | |  |  |
|                     | Estadísticas DeMar DeRozan 33 DeMar DeRozan 9 DeMar DeRozan 5 | Reporte Pts Reb Asts                  | Estadísticas Tony Snell 19 Khris Middleton 11 Giannis Antetokounmpo 4 | Pabellón: Bradley Center, Milwaukee, Wisconsin Asistencia: 18,717 espectadores Árbitros: Danny Crawford, Brent Barnaky, Ron Garretson Televisión: TNT |  |  |
| Serie empatada, 2–2 |                                                               |                                       |                                                                       | |  |  |
|                     |                                                               |                                       |                                                                       | |  |  |

| 24 de abril                  | Milwaukee Bucks                                                                 | 93–118                                | Toronto Raptors                                                 | |  |  |
| 7:00 PM                      | Parciales: 20–31, 28–26, 25–33, 20–28                                           | Parciales: 20–31, 28–26, 25–33, 20–28 | Parciales: 20–31, 28–26, 25–33, 20–28                           | |  |  |
|                              | Estadísticas Giannis Antetokounmpo 30 Giannis Antetokounmpo 9 Khris Middleton 6 | Reporte Pts Reb Asts                  | Estadísticas Norman Powell 25 Jonas Valančiūnas 7 Kyle Lowry 10 | Pabellón: Air Canada Centre, Toronto, Ontario Asistencia: 20,251 espectadores Árbitros: James Capers, Pat Fraher, Courtney Kirkland Televisión: NBA TV |  |  |
| Toronto lidera la serie, 3–2 |                                                                                 |                                       |                                                                 | |  |  |
|                              |                                                                                 |                                       |                                                                 | |  |  |

| 27 de abril                | Toronto Raptors                                           | 92–89                                 | Milwaukee Bucks                                                                 | |  |  |
| 7:00 PM                    | Parciales: 28–24, 23–14, 23–23, 18–28                     | Parciales: 28–24, 23–14, 23–23, 18–28 | Parciales: 28–24, 23–14, 23–23, 18–28                                           | |  |  |
|                            | Estadísticas DeMar DeRozan 32 Serge Ibaka 11 Kyle Lowry 4 | Reporte Pts Reb Asts                  | Estadísticas Giannis Antetokounmpo 34 Giannis Antetokounmpo 9 Khris Middleton 5 | Pabellón: Bradley Center, Milwaukee, Wisconsin Asistencia: 18,717 espectadores Árbitros: Marc Davis, Tony Brothers, Rodney Mott Televisión: TNT |  |  |
| Toronto gana la serie, 4–2 |                                                           |                                       |                                                                                 | |  |  |
|                            |                                                           |                                       |                                                                                 | |  |  |

| 25 de noviembre de 2016 | Toronto Raptors | 105–99  | Milwaukee Bucks |                                                |  |
|                         |                 |         |                 |                                                |  |
|                         |                 | Reporte |                 | Pabellón: Bradley Center, Milwaukee, Wisconsin |  |

| 12 de diciembre de 2016 | Milwaukee Bucks | 100–122 | Toronto Raptors |                                               |  |
|                         |                 |         |                 |                                               |  |
|                         |                 | Reporte |                 | Pabellón: Air Canada Centre, Toronto, Ontario |  |

| 27 de enero de 2017 | Milwaukee Bucks | 86–102  | Toronto Raptors |                                               |  |
|                     |                 |         |                 |                                               |  |
|                     |                 | Reporte |                 | Pabellón: Air Canada Centre, Toronto, Ontario |  |

| 4 de marzo de 2017 | Toronto Raptors | 94–101  | Milwaukee Bucks |                                                |  |
|                    |                 |         |                 |                                                |  |
|                    |                 | Reporte |                 | Pabellón: Bradley Center, Milwaukee, Wisconsin |  |

Esta es la primera vez que se enfrentan en playoffs Raptors y Bucks.

#### (4) Washington Wizards vs. (5) Atlanta Hawks
| 16 de abril                     | Atlanta Hawks                                                      | 107–114                               | Washington Wizards                                      | |  |  |
| 1:00 PM                         | Parciales: 29–25, 19–20, 28–38, 31–31                              | Parciales: 29–25, 19–20, 28–38, 31–31 | Parciales: 29–25, 19–20, 28–38, 31–31                   | |  |  |
|                                 | Estadísticas Dennis Schröder 25 Dwight Howard 14 Dennis Schröder 9 | Reporte Pts Reb Asts                  | Estadísticas John Wall 32 Marcin Gortat 10 John Wall 14 | Pabellón: Verizon Center, Washington D. C. Asistencia: 20,356 espectadores Árbitros: Derrick Stafford, Derrick Collins, Zach Zarba Televisión: TNT |  |  |
| Washington lidera la serie, 1–0 |                                                                    |                                       |                                                         | |  |  |
|                                 |                                                                    |                                       |                                                         | |  |  |

| 19 de abril                     | Atlanta Hawks                                                  | 101–109                               | Washington Wizards                                     | |  |  |
| 7:00 PM                         | Parciales: 24–23, 19–28, 35–23, 23–35                          | Parciales: 24–23, 19–28, 35–23, 23–35 | Parciales: 24–23, 19–28, 35–23, 23–35                  | |  |  |
|                                 | Estadísticas Paul Millsap 27 Paul Millsap 10 Dennis Schröder 9 | Reporte Pts Reb Asts                  | Estadísticas John Wall 32 Marcin Gortat 10 John Wall 9 | Pabellón: Verizon Center, Washington D. C. Asistencia: 20,356 espectadores Árbitros: Marc Davis, Sean Corbin, David Guthrie Televisión: NBA TV |  |  |
| Washington lidera la serie, 2–0 |                                                                |                                       |                                                        | |  |  |
|                                 |                                                                |                                       |                                                        | |  |  |

| 22 de abril                     | Washington Wizards                                    | 98–116                                | Atlanta Hawks                                                  | |  |  |
| 5:30 PM                         | Parciales: 20–38, 26–26, 21–26, 31–26                 | Parciales: 20–38, 26–26, 21–26, 31–26 | Parciales: 20–38, 26–26, 21–26, 31–26                          | |  |  |
|                                 | Estadísticas John Wall 29 Marcin Gortat 8 John Wall 7 | Reporte Pts Reb Asts                  | Estadísticas Paul Millsap 29 Paul Millsap 14 Dennis Schröder 9 | Pabellón: Philips Arena, Atlanta, Georgia Asistencia: 18,866 espectadores Árbitros: James Capers, Kane Fitzgerald, Pat Fraher Televisión: TNT |  |  |
| Washington lidera la serie, 2–1 |                                                       |                                       |                                                                | |  |  |
|                                 |                                                       |                                       |                                                                | |  |  |

| 24 de abril         | Washington Wizards                                         | 101–111                               | Atlanta Hawks                                                          | |  |  |
| 8:00 PM             | Parciales: 35–28, 15–31, 27–18, 24–34                      | Parciales: 35–28, 15–31, 27–18, 24–34 | Parciales: 35–28, 15–31, 27–18, 24–34                                  | |  |  |
|                     | Estadísticas Bradley Beal 32 Marcin Gortat 18 John Wall 10 | Reporte Pts Reb Asts                  | Estadísticas Paul Millsap 19 Dwight Howard 15 Bazemore, Millsap 7 each | Pabellón: Philips Arena, Atlanta, Georgia Asistencia: 18,676 espectadores Árbitros: Ken Mauer, Ed Malloy, Leroy Richardson Televisión: TNT |  |  |
| Serie empatada, 2–2 |                                                            |                                       |                                                                        | |  |  |
|                     |                                                            |                                       |                                                                        | |  |  |

| 26 de abril                     | Atlanta Hawks                                                      | 99–103                                | Washington Wizards                                         | |  |  |
| 6:00 PM                         | Parciales: 25–23, 24–27, 30–33, 20–20                              | Parciales: 25–23, 24–27, 30–33, 20–20 | Parciales: 25–23, 24–27, 30–33, 20–20                      | |  |  |
|                                 | Estadísticas Dennis Schröder 29 Paul Millsap 11 Dennis Schröder 11 | Reporte Pts Reb Asts                  | Estadísticas Bradley Beal 27 Marcin Gortat 10 John Wall 14 | Pabellón: Verizon Center, Washington D. C. Asistencia: 20,356 espectadores Árbitros: Monty McCutchen, James Williams, Sean Wright Televisión: TNT |  |  |
| Washington lidera la serie, 3–2 |                                                                    |                                       |                                                            | |  |  |
|                                 |                                                                    |                                       |                                                            | |  |  |

| 28 de abril                   | Washington Wizards                                          | 115–99                                | Atlanta Hawks                                                   | |  |  |
| 7:30 PM                       | Parciales: 30–23, 35–23, 24–36, 26–17                       | Parciales: 30–23, 35–23, 24–36, 26–17 | Parciales: 30–23, 35–23, 24–36, 26–17                           | |  |  |
|                               | Estadísticas John Wall 42 Morris, Porter 8 each John Wall 8 | Reporte Pts Reb Asts                  | Estadísticas Paul Millsap 31 Paul Millsap 10 Dennis Schröder 10 | Pabellón: Philips Arena, Atlanta, Georgia Asistencia: 18,849 espectadores Árbitros: Danny Crawford, John Goble, Bill Spooner Televisión: NBA TV/ESPNU |  |  |
| Washington gana la serie, 4–2 |                                                             |                                       |                                                                 | |  |  |
|                               |                                                             |                                       |                                                                 | |  |  |

| 27 de octubre de 2016 | Washington Wizards | 99–114  | Atlanta Hawks |                                           |  |
|                       |                    |         |               |                                           |  |
|                       |                    | Reporte |               | Pabellón: Philips Arena, Atlanta, Georgia |  |

| 4 de noviembre de 2016 | Atlanta Hawks | 92–95   | Washington Wizards |                                            |  |
|                        |               |         |                    |                                            |  |
|                        |               | Reporte |                    | Pabellón: Verizon Center, Washington D. C. |  |

| 27 de enero de 2017 | Washington Wizards | 112–86  | Atlanta Hawks |                                           |  |
|                     |                    |         |               |                                           |  |
|                     |                    | Reporte |               | Pabellón: Philips Arena, Atlanta, Georgia |  |

| 22 de marzo de 2017 | Atlanta Hawks | 100–104 | Washington Wizards |                                            |  |
|                     |               |         |                    |                                            |  |
|                     |               | Reporte |                    | Pabellón: Verizon Center, Washington D. C. |  |

Esta es la sexta vez que se encuentran ambos equipos en playoffs, con tres victorias para cada equipo.
| 1965 | St. Louis Hawks | 1–3 | Baltimore Bullets |                                              |
|      |                 |     |                   |                                              |
|      |                 |     |                   | Pabellón: 1965 Western Conference Semifinals |

| 1966 | Baltimore Bullets | 0–3 | St. Louis Hawks |                                              |
|      |                   |     |                 |                                              |
|      |                   |     |                 | Pabellón: 1966 Western Conference Semifinals |

| 1978 | Washington Bullets | 2–0 | Atlanta Hawks |                                               |
|      |                    |     |               |                                               |
|      |                    |     |               | Pabellón: 1978 Eastern Conference First Ronda |

| 1979 | Washington Bullets | 4–3 | Atlanta Hawks |                                              |
|      |                    |     |               |                                              |
|      |                    |     |               | Pabellón: 1979 Eastern Conference Semifinals |

| 2015 | Washington Wizards | 2–4 | Atlanta Hawks |                                              |
|      |                    |     |               |                                              |
|      |                    |     |               | Pabellón: 2015 Eastern Conference Semifinals |

### Semifinales de Conferencia

#### (1) Boston Celtics vs. (4) Washington Wizards
| 30 de abril                 | Washington Wizards                                         | 111–123                               | Boston Celtics                                           | |  |  |
| 1:00 PM                     | Parciales: 38–24, 26–35, 16–36, 31–28                      | Parciales: 38–24, 26–35, 16–36, 31–28 | Parciales: 38–24, 26–35, 16–36, 31–28                    | |  |  |
|                             | Estadísticas Bradley Beal 27 Marcin Gortat 13 John Wall 16 | Reporte Pts Reb Asts                  | Estadísticas Isaiah Thomas 33 Al Horford 9 Al Horford 10 | Pabellón: TD Garden, Boston, Massachusetts Asistencia: 18,624 espectadores Árbitros: Scott Foster, Courtney Kirkland, Zach Zarba Televisión: ABC |  |  |
| Boston lidera la serie, 1–0 |                                                            |                                       |                                                          | |  |  |
|                             |                                                            |                                       |                                                          | |  |  |

| 2 de mayo                   | Washington Wizards                                      | 119–129                                            | Boston Celtics                                             | |  |  |
| 8:00 PM                     | Parciales: 42–29, 25–35, 22–20, 25–30 (T.E.: 5–15)      | Parciales: 42–29, 25–35, 22–20, 25–30 (T.E.: 5–15) | Parciales: 42–29, 25–35, 22–20, 25–30 (T.E.: 5–15)         | |  |  |
|                             | Estadísticas John Wall 40 Marcin Gortat 10 John Wall 13 | Reporte Pts Reb Asts                               | Estadísticas Isaiah Thomas 53 Al Horford 12 Marcus Smart 5 | Pabellón: TD Garden, Boston, Massachusetts Asistencia: 18,624 espectadores Árbitros: Marc Davis, Rodney Mott, Tom Washington Televisión: TNT |  |  |
| Boston lidera la serie, 2–0 |                                                         |                                                    |                                                            | |  |  |
|                             |                                                         |                                                    |                                                            | |  |  |

| 4 de mayo                   | Boston Celtics                                           | 89–116                                | Washington Wizards                                     | |  |  |
| 8:00 PM                     | Parciales: 17–39, 23–24, 29–32, 20–21                    | Parciales: 17–39, 23–24, 29–32, 20–21 | Parciales: 17–39, 23–24, 29–32, 20–21                  | |  |  |
|                             | Estadísticas Al Horford 16 Jae Crowder 7 Isaiah Thomas 4 | Reporte Pts Reb Asts                  | Estadísticas John Wall 24 Marcin Gortat 16 John Wall 8 | Pabellón: Verizon Center, Washington D. C. Asistencia: 20,356 espectadores Árbitros: Monty McCutchen, Tony Brown, James Capers Televisión: ESPN |  |  |
| Boston lidera la serie, 2–1 |                                                          |                                       |                                                        | |  |  |
|                             |                                                          |                                       |                                                        | |  |  |

| 7 de mayo           | Boston Celtics                                                      | 102–121                               | Washington Wizards                                           | |  |  |
| 6:30 PM             | Parciales: 24–20, 24–28, 20–42, 34–31                               | Parciales: 24–20, 24–28, 20–42, 34–31 | Parciales: 24–20, 24–28, 20–42, 34–31                        | |  |  |
|                     | Estadísticas Isaiah Thomas 19 Crowder, Rozier 7 each Marcus Smart 6 | Reporte Pts Reb Asts                  | Estadísticas Bradley Beal 29 Markieff Morris 10 John Wall 12 | Pabellón: Verizon Center, Washington D. C. Asistencia: 20,356 espectadores Árbitros: Danny Crawford, Sean Corbin, Ron Garretson Televisión: TNT |  |  |
| Serie empatada, 2–2 |                                                                     |                                       |                                                              | |  |  |
|                     |                                                                     |                                       |                                                              | |  |  |

| 10 de mayo                  | Washington Wizards                                               | 101–123                               | Boston Celtics                                                | |  |  |
| 8:00 PM                     | Parciales: 21–33, 30–34, 25–26, 25–30                            | Parciales: 21–33, 30–34, 25–26, 25–30 | Parciales: 21–33, 30–34, 25–26, 25–30                         | |  |  |
|                             | Estadísticas John Wall 21 Marcin Gortat 11 tres jugadores 4 each | Reporte Pts Reb Asts                  | Estadísticas Avery Bradley 29 Marcus Smart 11 Isaiah Thomas 9 | Pabellón: TD Garden, Boston, Massachusetts Asistencia: 18,624 espectadores Árbitros: Mike Callahan, Ed Malloy, Sean Wright Televisión: TNT |  |  |
| Boston lidera la serie, 3–2 |                                                                  |                                       |                                                               | |  |  |
|                             |                                                                  |                                       |                                                               | |  |  |

| 12 de mayo          | Boston Celtics                                                    | 91–92                                 | Washington Wizards                                        | |  |  |
| 8:00 PM             | Parciales: 17–22, 25–19, 27–25, 22–26                             | Parciales: 17–22, 25–19, 27–25, 22–26 | Parciales: 17–22, 25–19, 27–25, 22–26                     | |  |  |
|                     | Estadísticas Bradley, Thomas 27 each Kelly Olynyk 8 Jae Crowder 8 | Reporte Pts Reb Asts                  | Estadísticas Bradley Beal 33 Marcin Gortat 13 John Wall 8 | Pabellón: Verizon Center, Washington D. C. Asistencia: 20,356 espectadores Árbitros: Ken Mauer, Tony Brothers, John Goble Televisión: ESPN |  |  |
| Serie empatada, 3–3 |                                                                   |                                       |                                                           | |  |  |
|                     |                                                                   |                                       |                                                           | |  |  |

| 15 de mayo                | Washington Wizards                                         | 105–115                               | Boston Celtics                                                           | |  |  |
| 8:00 PM                   | Parciales: 23–27, 32–26, 24–32, 26–30                      | Parciales: 23–27, 32–26, 24–32, 26–30 | Parciales: 23–27, 32–26, 24–32, 26–30                                    | |  |  |
|                           | Estadísticas Bradley Beal 38 Marcin Gortat 11 John Wall 11 | Reporte Pts Reb Asts                  | Estadísticas Isaiah Thomas 29 Horford, Smart 6 cada uno Isaiah Thomas 12 | Pabellón: TD Garden, Boston, Massachusetts Asistencia: 18,624 espectadores Árbitros: Monty McCutchen, Derrick Stafford, Zach Zarba Televisión: TNT |  |  |
| Boston gana la serie, 4–3 |                                                            |                                       |                                                                          | |  |  |
|                           |                                                            |                                       |                                                                          | |  |  |

| 9 de noviembre de 2016 | Boston Celtics | 93–118  | Washington Wizards |                                            |  |
|                        |                |         |                    |                                            |  |
|                        |                | Reporte |                    | Pabellón: Verizon Center, Washington D. C. |  |

| 11 de enero de 2017 | Washington Wizards | 108–117 | Boston Celtics |                                            |  |
|                     |                    |         |                |                                            |  |
|                     |                    | Reporte |                | Pabellón: TD Garden, Boston, Massachusetts |  |

| 24 de enero de 2017 | Boston Celtics | 108–123 | Washington Wizards |                                            |  |
|                     |                |         |                    |                                            |  |
|                     |                | Reporte |                    | Pabellón: Verizon Center, Washington D. C. |  |

| 20 de marzo de 2017 | Washington Wizards | 102–110 | Boston Celtics |                                            |  |
|                     |                    |         |                |                                            |  |
|                     |                    | Reporte |                | Pabellón: TD Garden, Boston, Massachusetts |  |

Esta es la cuarta ocasión en que se enfrentan ambos equipos en playoffs, ganando los Celtics dos de los tres primeros encuentros.
| 1975 | Boston Celtics | 2–4 | Washington Bullets |                                          |
|      |                |     |                    |                                          |
|      |                |     |                    | Pabellón: 1975 Eastern Conference Finals |

| 1982 | Boston Celtics | 4–1 | Washington Bullets |                                              |
|      |                |     |                    |                                              |
|      |                |     |                    | Pabellón: 1982 Eastern Conference Semifinals |

| 1984 | Boston Celtics | 3–1 | Washington Bullets |                                               |
|      |                |     |                    |                                               |
|      |                |     |                    | Pabellón: 1984 Eastern Conference First Ronda |

#### (2) Cleveland Cavaliers vs. (3) Toronto Raptors
| 1 de mayo                      | Toronto Raptors                                          | 105–116                               | Cleveland Cavaliers                                              | |  |  |
| 7:00 PM                        | Parciales: 18–30, 30–32, 25–34, 31–20                    | Parciales: 18–30, 30–32, 25–34, 31–20 | Parciales: 18–30, 30–32, 25–34, 31–20                            | |  |  |
|                                | Estadísticas Kyle Lowry 20 P. J. Tucker 11 Kyle Lowry 11 | Reporte Pts Reb Asts                  | Estadísticas LeBron James 35 Tristán Thompson 14 Kyrie Irving 10 | Pabellón: Quicken Loans Arena, Cleveland, Ohio Asistencia: 20,562 espectadores Árbitros: Monty McCutchen, Eric Lewis, Derrick Stafford Televisión: TNT |  |  |
| Cleveland lidera la serie, 1–0 |                                                          |                                       |                                                                  | |  |  |
|                                |                                                          |                                       |                                                                  | |  |  |

| 3 de mayo                      | Toronto Raptors                                              | 103–125                               | Cleveland Cavaliers                                             | |  |  |
| 7:00 PM                        | Parciales: 22–34, 26–28, 25–37, 30–26                        | Parciales: 22–34, 26–28, 25–37, 30–26 | Parciales: 22–34, 26–28, 25–37, 30–26                           | |  |  |
|                                | Estadísticas Jonas Valančiūnas 23 Cory Joseph 6 Kyle Lowry 5 | Reporte Pts Reb Asts                  | Estadísticas LeBron James 39 Tristán Thompson 9 Kyrie Irving 11 | Pabellón: Quicken Loans Arena, Cleveland, Ohio Asistencia: 20,562 espectadores Árbitros: Danny Crawford, Sean Corbin, Sean Wright Televisión: TNT |  |  |
| Cleveland lidera la serie, 2–0 |                                                              |                                       |                                                                 | |  |  |
|                                |                                                              |                                       |                                                                 | |  |  |

| 5 de mayo                      | Cleveland Cavaliers                                       | 115–94                                | Toronto Raptors                                                 | |  |  |
| 7:00 PM                        | Parciales: 28–24, 21–28, 30–25, 36–17                     | Parciales: 28–24, 21–28, 30–25, 36–17 | Parciales: 28–24, 21–28, 30–25, 36–17                           | |  |  |
|                                | Estadísticas LeBron James 35 Kevin Love 13 LeBron James 7 | Reporte Pts Reb Asts                  | Estadísticas DeMar DeRozan 37 Jonas Valančiūnas 8 Cory Joseph 6 | Pabellón: Air Canada Centre, Toronto, Ontario Asistencia: 20,384 espectadores Árbitros: Mike Callahan, Kane Fitzgerald, Bill Kennedy Televisión: ESPN |  |  |
| Cleveland lidera la serie, 3–0 |                                                           |                                       |                                                                 | |  |  |
|                                |                                                           |                                       |                                                                 | |  |  |

| 7 de mayo                    | Cleveland Cavaliers                                        | 109–102                               | Toronto Raptors                                            | |  |  |
| 3:30 PM                      | Parciales: 28–28, 33–21, 24–31, 24–22                      | Parciales: 28–28, 33–21, 24–31, 24–22 | Parciales: 28–28, 33–21, 24–31, 24–22                      | |  |  |
|                              | Estadísticas LeBron James 35 LeBron James 9 Kyrie Irving 9 | Reporte Pts Reb Asts                  | Estadísticas Serge Ibaka 23 P. J. Tucker 12 Cory Joseph 12 | Pabellón: Air Canada Centre, Toronto, Ontario Asistencia: 20,307 espectadores Árbitros: Scott Foster, Tony Brothers, Pat Fraher Televisión: ABC |  |  |
| Cleveland gana la serie, 4–0 |                                                            |                                       |                                                            | |  |  |
|                              |                                                            |                                       |                                                            | |  |  |

| 28 de octubre de 2016 | Cleveland Cavaliers | 94–91   | Toronto Raptors |                                               |  |
|                       |                     |         |                 |                                               |  |
|                       |                     | Reporte |                 | Pabellón: Air Canada Centre, Toronto, Ontario |  |

| 15 de noviembre de 2016 | Toronto Raptors | 117–121 | Cleveland Cavaliers |                                                |  |
|                         |                 |         |                     |                                                |  |
|                         |                 | Reporte |                     | Pabellón: Quicken Loans Arena, Cleveland, Ohio |  |

| 5 de diciembre de 2016 | Cleveland Cavaliers | 116–112 | Toronto Raptors |                                               |  |
|                        |                     |         |                 |                                               |  |
|                        |                     | Reporte |                 | Pabellón: Air Canada Centre, Toronto, Ontario |  |

| 12 de abril de 2017 | Toronto Raptors | 98–83   | Cleveland Cavaliers |                                                |  |
|                     |                 |         |                     |                                                |  |
|                     |                 | Reporte |                     | Pabellón: Quicken Loans Arena, Cleveland, Ohio |  |

Ésta es la segunda ocasión en que se enfrentan ambos equipos en playoffs, siendo los Cleveland Cavs los ganadores en 2016.
| \| 2016 \| Toronto Raptors \| 2–4 \| Cleveland Cavaliers \| \| \| \| \| \| \| \| \| \| \| \| \| Pabellón: 2016 Eastern Conference Finals \| |                 |     |                     |                                          |
| 2016 | Toronto Raptors | 2–4 | Cleveland Cavaliers |                                          |
| |                 |     |                     |                                          |
| |                 |     |                     | Pabellón: 2016 Eastern Conference Finals |

### Finales de Conferencia: (1) Boston Celtics vs. (2) Cleveland Cavaliers
| 17 de mayo                     | Cleveland Cavaliers                                       | 117–104                               | Boston Celtics                                                        | |  |  |
| 8:30 PM                        | Parciales: 30–19, 31–20, 31–36, 25–29                     | Parciales: 30–19, 31–20, 31–36, 25–29 | Parciales: 30–19, 31–20, 31–36, 25–29                                 | |  |  |
|                                | Estadísticas LeBron James 38 Kevin Love 12 LeBron James 7 | Reporte Pts Reb Asts                  | Estadísticas Bradley, Crowder 21 each Jaylen Brown 9 Isaiah Thomas 10 | Pabellón: TD Garden, Boston, Massachusetts Asistencia: 18,624 espectadores Árbitros: Mike Callahan, John Goble, Sean Wright Televisión: TNT |  |  |
| Cleveland lidera la serie, 1–0 |                                                           |                                       |                                                                       | |  |  |
|                                |                                                           |                                       |                                                                       | |  |  |

| 19 de mayo                     | Cleveland Cavaliers                                       | 130–86                                | Boston Celtics                                                   | |  |  |
| 8:30 PM                        | Parciales: 32–18, 40–13, 31–26, 27–29                     | Parciales: 32–18, 40–13, 31–26, 27–29 | Parciales: 32–18, 40–13, 31–26, 27–29                            | |  |  |
|                                | Estadísticas LeBron James 30 Kevin Love 12 LeBron James 7 | Reporte Pts Reb Asts                  | Estadísticas Jaylen Brown 19 three players 5 each Marcus Smart 7 | Pabellón: TD Garden, Boston, Massachusetts Asistencia: 18,624 espectadores Árbitros: Scott Foster, Tony Brothers, Ron Garretson Televisión: TNT |  |  |
| Cleveland lidera la serie, 2–0 |                                                           |                                       |                                                                  | |  |  |
|                                |                                                           |                                       |                                                                  | |  |  |

| 21 de mayo                     | Boston Celtics                                             | 111–108                               | Cleveland Cavaliers                                             | |  |  |
| 8:00 PM                        | Parciales: 24–35, 26–31, 32–21, 29–21                      | Parciales: 24–35, 26–31, 32–21, 29–21 | Parciales: 24–35, 26–31, 32–21, 29–21                           | |  |  |
|                                | Estadísticas Marcus Smart 27 Jae Crowder 11 Marcus Smart 7 | Reporte Pts Reb Asts                  | Estadísticas Kyrie Irving 29 Tristán Thompson 13 Kyrie Irving 7 | Pabellón: Quicken Loans Arena, Cleveland, Ohio Asistencia: 20,562 espectadores Árbitros: Danny Crawford, Marc Davis, David Guthrie Televisión: TNT |  |  |
| Cleveland lidera la serie, 2–1 |                                                            |                                       |                                                                 | |  |  |
|                                |                                                            |                                       |                                                                 | |  |  |

| 23 de mayo                     | Boston Celtics                                           | 99–112                                | Cleveland Cavaliers                                       | |  |  |
| 8:30 PM                        | Parciales: 29–19, 28–28, 23–40, 19–25                    | Parciales: 29–19, 28–28, 23–40, 19–25 | Parciales: 29–19, 28–28, 23–40, 19–25                     | |  |  |
|                                | Estadísticas Avery Bradley 19 Jae Crowder 8 Al Horford 7 | Reporte Pts Reb Asts                  | Estadísticas Kyrie Irving 42 Kevin Love 17 LeBron James 6 | Pabellón: Quicken Loans Arena, Cleveland, Ohio Asistencia: 20,562 espectadores Árbitros: Monty McCutchen, Pat Fraher, Derrick Stafford Televisión: TNT |  |  |
| Cleveland lidera la serie, 3–1 |                                                          |                                       |                                                           | |  |  |
|                                |                                                          |                                       |                                                           | |  |  |

| 25 de mayo                   | Cleveland Cavaliers                                       | 135–102                               | Boston Celtics                                             | |  |  |
| 8:30 PM                      | Parciales: 43–27, 32–30, 34–17, 26–28                     | Parciales: 43–27, 32–30, 34–17, 26–28 | Parciales: 43–27, 32–30, 34–17, 26–28                      | |  |  |
|                              | Estadísticas LeBron James 35 Kevin Love 11 LeBron James 8 | Reporte Pts Reb Asts                  | Estadísticas Avery Bradley 23 Jae Crowder 6 Terry Rozier 7 | Pabellón: TD Garden, Boston, Massachusetts Asistencia: 18,624 espectadores Árbitros: Ken Mauer, Kane Fitzgerald, Ed Malloy Televisión: TNT |  |  |
| Cleveland gana la serie, 4–1 |                                                           |                                       |                                                            | |  |  |
|                              |                                                           |                                       |                                                            | |  |  |

| 3 de noviembre de 2016 | Boston Celtics | 122–128 | Cleveland Cavaliers |                                                |  |
|                        |                |         |                     |                                                |  |
|                        |                | Reporte |                     | Pabellón: Quicken Loans Arena, Cleveland, Ohio |  |

| 29 de diciembre de 2016 | Boston Celtics | 118–124 | Cleveland Cavaliers |                                                |  |
|                         |                |         |                     |                                                |  |
|                         |                | Reporte |                     | Pabellón: Quicken Loans Arena, Cleveland, Ohio |  |

| 1 de marzo de 2017 | Cleveland Cavaliers | 99–103  | Boston Celtics |                                            |  |
|                    |                     |         |                |                                            |  |
|                    |                     | Reporte |                | Pabellón: TD Garden, Boston, Massachusetts |  |

| 5 de abril de 2017 | Cleveland Cavaliers | 114–91  | Boston Celtics |                                            |  |
|                    |                     |         |                |                                            |  |
|                    |                     | Reporte |                | Pabellón: TD Garden, Boston, Massachusetts |  |

Esta es la séptima ocasión en que se enfrentan ambos equipos en playoffs, ganado los Celtics cuatro de los seis encuentros.
| 1976 | Boston Celtics | 4–2 | Cleveland Cavaliers |                                          |
|      |                |     |                     |                                          |
|      |                |     |                     | Pabellón: 1976 Eastern Conference Finals |

| 1985 | Boston Celtics | 3–1 | Cleveland Cavaliers |                                               |
|      |                |     |                     |                                               |
|      |                |     |                     | Pabellón: 1985 Eastern Conference First Ronda |

| 1992 | Cleveland Cavaliers | 4–3 | Boston Celtics |                                              |
|      |                     |     |                |                                              |
|      |                     |     |                | Pabellón: 1992 Eastern Conference Semifinals |

| 2008 | Boston Celtics | 4–3 | Cleveland Cavaliers |                                              |
|      |                |     |                     |                                              |
|      |                |     |                     | Pabellón: 2008 Eastern Conference Semifinals |

| 2010 | Cleveland Cavaliers | 2–4 | Boston Celtics |                                              |
|      |                     |     |                |                                              |
|      |                     |     |                | Pabellón: 2010 Eastern Conference Semifinals |

| 2015 | Cleveland Cavaliers | 4–0 | Boston Celtics |                                               |
|      |                     |     |                |                                               |
|      |                     |     |                | Pabellón: 2015 Eastern Conference First Ronda |

## Conferencia Oeste

### Primera Ronda

#### (1) Golden State Warriors vs. (8) Portland Trail Blazers
| 16 de abril                       | Portland Trail Blazers                                              | 109–121                               | Golden State Warriors                                           | |  |  |
| 3:30 PM                           | Parciales: 27–32, 29–24, 32–32, 21–33                               | Parciales: 27–32, 29–24, 32–32, 21–33 | Parciales: 27–32, 29–24, 32–32, 21–33                           | |  |  |
|                                   | Estadísticas C. J. McCollum 41 Evan Turner 10 Turner, Vonleh 4 each | Reporte Pts Reb Asts                  | Estadísticas Kevin Durant 32 Draymond Green 12 Draymond Green 9 | Pabellón: Oracle Arena, Oakland, California Asistencia: 19,596 espectadores Árbitros: Monty McCutchen, Tony Brown, Ron Garretson Televisión: ABC |  |  |
| Golden State lidera la serie, 1–0 |                                                                     |                                       |                                                                 | |  |  |
|                                   |                                                                     |                                       |                                                                 | |  |  |

| 19 de abril                       | Portland Trail Blazers                                            | 81–110                                | Golden State Warriors                                             | |  |  |
| 10:30 PM                          | Parciales: 17–33, 29–22, 12–28, 23–27                             | Parciales: 17–33, 29–22, 12–28, 23–27 | Parciales: 17–33, 29–22, 12–28, 23–27                             | |  |  |
|                                   | Estadísticas Maurice Harkless 15 Maurice Harkless 8 Evan Turner 7 | Reporte Pts Reb Asts                  | Estadísticas Stephen Curry 19 Draymond Green 12 Draymond Green 10 | Pabellón: Oracle Arena, Oakland, California Asistencia: 19,596 espectadores Árbitros: Ken Mauer, Ed Malloy, Michael Smith Televisión: TNT |  |  |
| Golden State lidera la serie, 2–0 |                                                                   |                                       |                                                                   | |  |  |
|                                   |                                                                   |                                       |                                                                   | |  |  |

| 22 de abril                       | Golden State Warriors                                          | 119–113                               | Portland Trail Blazers                                               | |  |  |
| 10:30 PM                          | Parciales: 30–37, 24–30, 33–21, 32–25                          | Parciales: 30–37, 24–30, 33–21, 32–25 | Parciales: 30–37, 24–30, 33–21, 32–25                                | |  |  |
|                                   | Estadísticas Stephen Curry 34 Draymond Green 8 Stephen Curry 8 | Reporte Pts Reb Asts                  | Estadísticas C. J. McCollum 32 Jusuf Nurkić 8 Lillard, Nurkić 4 each | Pabellón: Moda Center, Portland, Oregón Asistencia: 20,177 espectadores Árbitros: Ken Mauer, Leroy Richardson, Zach Zarba Televisión: ESPN |  |  |
| Golden State lidera la serie, 3–0 |                                                                |                                       |                                                                      | |  |  |
|                                   |                                                                |                                       |                                                                      | |  |  |

| 24 de abril                     | Golden State Warriors                                                | 128–103                               | Portland Trail Blazers                                         | |  |  |
| 10:30 PM                        | Parciales: 45–22, 27–26, 34–32, 22–23                                | Parciales: 45–22, 27–26, 34–32, 22–23 | Parciales: 45–22, 27–26, 34–32, 22–23                          | |  |  |
|                                 | Estadísticas Stephen Curry 37 Curry, Pachulia 7 each Stephen Curry 8 | Reporte Pts Reb Asts                  | Estadísticas Damian Lillard 34 Noah Vonleh 14 Damian Lillard 6 | Pabellón: Moda Center, Portland, Oregón Asistencia: 19,902 espectadores Árbitros: Derrick Stafford, Bennie Adams, Sean Wright Televisión: TNT |  |  |
| Golden State gana la serie, 4–0 |                                                                      |                                       |                                                                | |  |  |
|                                 |                                                                      |                                       |                                                                | |  |  |

| 1 de noviembre de 2016 | Golden State Warriors | 127–104 | Portland Trail Blazers |                                         |  |
|                        |                       |         |                        |                                         |  |
|                        |                       | Reporte |                        | Pabellón: Moda Center, Portland, Oregón |  |

| 17 de diciembre de 2016 | Portland Trail Blazers | 90–135  | Golden State Warriors |                                             |  |
|                         |                        |         |                       |                                             |  |
|                         |                        | Reporte |                       | Pabellón: Oracle Arena, Oakland, California |  |

| 4 de enero de 2017 | Portland Trail Blazers | 117–125 | Golden State Warriors |                                             |  |
|                    |                        |         |                       |                                             |  |
|                    |                        | Reporte |                       | Pabellón: Oracle Arena, Oakland, California |  |

| 29 de enero de 2017 | Golden State Warriors | 113–111 | Portland Trail Blazers |                                         |  |
|                     |                       |         |                        |                                         |  |
|                     |                       | Reporte |                        | Pabellón: Moda Center, Portland, Oregón |  |

Esta es la segunda ocasión en que se enfrentan ambos equipos en playoffs, siendo Golden State los ganadores del primer encuentro en 2016.
| \| 2016 \| Portland Trail Blazers \| 1–4 \| Golden State Warriors \| \| \| \| \| \| \| \| \| \| \| \| \| Pabellón: 2016 Western Conference Semifinals \| |                        |     |                       |                                              |
| 2016 | Portland Trail Blazers | 1–4 | Golden State Warriors |                                              |
| |                        |     |                       |                                              |
| |                        |     |                       | Pabellón: 2016 Western Conference Semifinals |

#### (2) San Antonio Spurs vs. (7) Memphis Grizzlies
| 15 de abril                      | Memphis Grizzlies                                             | 82–111                                | San Antonio Spurs                                              | |  |  |
| 8:00 PM                          | Parciales: 30–25, 19–27, 15–32, 18–27                         | Parciales: 30–25, 19–27, 15–32, 18–27 | Parciales: 30–25, 19–27, 15–32, 18–27                          | |  |  |
|                                  | Estadísticas Marc Gasol 32 Conley, Gasol 5 each Mike Conley 7 | Reporte Pts Reb Asts                  | Estadísticas Kawhi Leonard 32 Dewayne Dedmon 8 Kawhi Leonard 5 | Pabellón: AT&T Center, San Antonio, Texas Asistencia: 18,418 espectadores Árbitros: Marc Davis, Bill Kennedy, Josh Tiven Televisión: ESPN |  |  |
| San Antonio lidera la serie, 1–0 |                                                               |                                       |                                                                | |  |  |
|                                  |                                                               |                                       |                                                                | |  |  |

| 17 de abril                      | Memphis Grizzlies                                          | 82–96                                 | San Antonio Spurs                                                     | |  |  |
| 9:30 PM                          | Parciales: 16–29, 21–27, 28–19, 17–21                      | Parciales: 16–29, 21–27, 28–19, 17–21 | Parciales: 16–29, 21–27, 28–19, 17–21                                 | |  |  |
|                                  | Estadísticas Mike Conley 24 Zach Randolph 10 Mike Conley 8 | Reporte Pts Reb Asts                  | Estadísticas Kawhi Leonard 37 Kawhi Leonard 11 Ginóbili, Mills 3 each | Pabellón: AT&T Center, San Antonio, Texas Asistencia: 18,418 espectadores Árbitros: Danny Crawford, Rodney Mott, Bill Spooner Televisión: TNT |  |  |
| San Antonio lidera la serie, 2–0 |                                                            |                                       |                                                                       | |  |  |
|                                  |                                                            |                                       |                                                                       | |  |  |

| 20 de abril                      | San Antonio Spurs                                                       | 94–105                                | Memphis Grizzlies                                         | |  |  |
| 9:30 PM                          | Parciales: 21–21, 25–29, 17–31, 31–24                                   | Parciales: 21–21, 25–29, 17–31, 31–24 | Parciales: 21–21, 25–29, 17–31, 31–24                     | |  |  |
|                                  | Estadísticas Kawhi Leonard 18 LaMarcus Aldridge 11 three players 3 each | Reporte Pts Reb Asts                  | Estadísticas Mike Conley 24 Zach Randolph 8 Mike Conley 8 | Pabellón: FedExForum, Memphis, Tennessee Asistencia: 18,119 espectadores Árbitros: James Capers, Pat Fraher, Courtney Kirkland Televisión: TNT |  |  |
| San Antonio lidera la serie, 2–1 |                                                                         |                                       |                                                           | |  |  |
|                                  |                                                                         |                                       |                                                           | |  |  |

| 22 de abril         | San Antonio Spurs                                        | 108–110                                             | Memphis Grizzlies                                       | |  |  |
| 8:00 PM             | Parciales: 26–23, 25–32, 20–19, 25–22 (T.E.: 12–14)      | Parciales: 26–23, 25–32, 20–19, 25–22 (T.E.: 12–14) | Parciales: 26–23, 25–32, 20–19, 25–22 (T.E.: 12–14)     | |  |  |
|                     | Estadísticas Kawhi Leonard 43 Pau Gasol 11 Tony Parker 5 | Reporte Pts Reb Asts                                | Estadísticas Mike Conley 35 Marc Gasol 12 Mike Conley 8 | Pabellón: FedExForum, Memphis, Tennessee Asistencia: 18,119 espectadores Árbitros: Derrick Stafford, Bennie Adams, John Goble Televisión: ESPN |  |  |
| Serie empatada, 2–2 |                                                          |                                                     |                                                         | |  |  |
|                     |                                                          |                                                     |                                                         | |  |  |

| 25 de abril                      | Memphis Grizzlies                                        | 103–116                               | San Antonio Spurs                                                        | |  |  |
| 9:00 PM                          | Parciales: 23–23, 26–32, 27–32, 27–29                    | Parciales: 23–23, 26–32, 27–32, 27–29 | Parciales: 23–23, 26–32, 27–32, 27–29                                    | |  |  |
|                                  | Estadísticas Mike Conley 26 Marc Gasol 7 Zach Randolph 6 | Reporte Pts Reb Asts                  | Estadísticas Kawhi Leonard 28 LaMarcus Aldridge 9 Leonard, Parker 6 each | Pabellón: AT&T Center, San Antonio, Texas Asistencia: 18,418 espectadores Árbitros: Mike Callahan, Tony Brothers, Derrick Collins Televisión: NBA TV |  |  |
| San Antonio lidera la serie, 3–2 |                                                          |                                       |                                                                          | |  |  |
|                                  |                                                          |                                       |                                                                          | |  |  |

| 27 de abril                    | San Antonio Spurs                                                         | 103–96                                | Memphis Grizzlies                                         | |  |  |
| 9:30 PM                        | Parciales: 24–22, 21–28, 30–24, 28–22                                     | Parciales: 24–22, 21–28, 30–24, 28–22 | Parciales: 24–22, 21–28, 30–24, 28–22                     | |  |  |
|                                | Estadísticas Kawhi Leonard 28 LaMarcus Aldridge 12 Leonard, Parker 4 each | Reporte Pts Reb Asts                  | Estadísticas Mike Conley 26 Zach Randolph 11 Marc Gasol 6 | Pabellón: FedExForum, Memphis, Tennessee Asistencia: 18,119 espectadores Árbitros: Scott Foster, Brian Forte, Zach Zarba Televisión: TNT |  |  |
| San Antonio gana la serie, 4–2 |                                                                           |                                       |                                                           | |  |  |
|                                |                                                                           |                                       |                                                           | |  |  |

| 6 de febrero de 2017 | San Antonio Spurs | 74–89   | Memphis Grizzlies |                                          |  |
|                      |                   |         |                   |                                          |  |
|                      |                   | Reporte |                   | Pabellón: FedExForum, Memphis, Tennessee |  |

| 18 de marzo de 2017 | San Antonio Spurs | 96–104  | Memphis Grizzlies |                                          |  |
|                     |                   |         |                   |                                          |  |
|                     |                   | Reporte |                   | Pabellón: FedExForum, Memphis, Tennessee |  |

| 23 de marzo de 2017 | Memphis Grizzlies | 90–97   | San Antonio Spurs |                                           |  |
|                     |                   |         |                   |                                           |  |
|                     |                   | Reporte |                   | Pabellón: AT&T Center, San Antonio, Texas |  |

| 4 de abril de 2017 | Memphis Grizzlies | 89–95   | San Antonio Spurs |                                           |  |
|                    |                   |         |                   |                                           |  |
|                    |                   | Reporte |                   | Pabellón: AT&T Center, San Antonio, Texas |  |

Esta es la quinta ocasión que se enfrentan ambos equipos en playoffs, con San Antonio ganando tres de los cuatro encuentros.
| 2004 | San Antonio Spurs | 4–0 | Memphis Grizzlies |                                               |
|      |                   |     |                   |                                               |
|      |                   |     |                   | Pabellón: 2004 Western Conference First Ronda |

| 2011 | San Antonio Spurs | 2–4 | Memphis Grizzlies |                                               |
|      |                   |     |                   |                                               |
|      |                   |     |                   | Pabellón: 2011 Western Conference First Ronda |

| 2013 | San Antonio Spurs | 4–0 | Memphis Grizzlies |                                          |
|      |                   |     |                   |                                          |
|      |                   |     |                   | Pabellón: 2013 Western Conference Finals |

| 2016 | San Antonio Spurs | 4–0 | Memphis Grizzlies |                                               |
|      |                   |     |                   |                                               |
|      |                   |     |                   | Pabellón: 2016 Western Conference First Ronda |

#### (3) Houston Rockets vs. (6) Oklahoma City Thunder
| 16 de abril                  | Oklahoma City Thunder                                                      | 87–118                                | Houston Rockets                                              | |  |  |
| 9:00 PM                      | Parciales: 29–27, 25–32, 20–30, 13–29                                      | Parciales: 29–27, 25–32, 20–30, 13–29 | Parciales: 29–27, 25–32, 20–30, 13–29                        | |  |  |
|                              | Estadísticas Russell Westbrook 22 Russell Westbrook 11 Russell Westbrook 7 | Reporte Pts Reb Asts                  | Estadísticas James Harden 37 Ryan Anderson 12 James Harden 9 | Pabellón: Toyota Center, Houston, Texas Asistencia: 18,055 espectadores Árbitros: James Capers, Courtney Kirkland, Sean Wright Televisión: TNT |  |  |
| Houston lidera la serie, 1–0 |                                                                            |                                       |                                                              | |  |  |
|                              |                                                                            |                                       |                                                              | |  |  |

| 19 de abril                  | Oklahoma City Thunder                                                       | 111–115                               | Houston Rockets                                             | |  |  |
| 8:00 PM                      | Parciales: 35–26, 33–36, 21–24, 22–29                                       | Parciales: 35–26, 33–36, 21–24, 22–29 | Parciales: 35–26, 33–36, 21–24, 22–29                       | |  |  |
|                              | Estadísticas Russell Westbrook 51 Russell Westbrook 10 Russell Westbrook 13 | Reporte Pts Reb Asts                  | Estadísticas James Harden 35 Clint Capela 10 James Harden 8 | Pabellón: Toyota Center, Houston, Texas Asistencia: 18,055 espectadores Árbitros: Scott Foster, Mark Ayotte, Tony Brothers Televisión: TNT |  |  |
| Houston lidera la serie, 2–0 |                                                                             |                                       |                                                             | |  |  |
|                              |                                                                             |                                       |                                                             | |  |  |

| 21 de abril                  | Houston Rockets                                                | 113–115                               | Oklahoma City Thunder                                                       | |  |  |
| 9:30 PM                      | Parciales: 25–34, 33–31, 25–28, 30–22                          | Parciales: 25–34, 33–31, 25–28, 30–22 | Parciales: 25–34, 33–31, 25–28, 30–22                                       | |  |  |
|                              | Estadísticas James Harden 44 Patrick Beverley 7 James Harden 6 | Reporte Pts Reb Asts                  | Estadísticas Russell Westbrook 32 Russell Westbrook 13 Russell Westbrook 11 | Pabellón: Chesapeake Energy Arena, Oklahoma City, Oklahoma Asistencia: 18,203 espectadores Árbitros: Scott Foster, Mark Lindsay, Tom Washington Televisión: ESPN |  |  |
| Houston lidera la serie, 2–1 |                                                                |                                       |                                                                             | |  |  |
|                              |                                                                |                                       |                                                                             | |  |  |

| 23 de abril                  | Houston Rockets                             | 113–109                               | Oklahoma City Thunder                                                       | |  |  |
| 3:30 PM                      | Parciales: 22–26, 32–32, 19–19, 40–32       | Parciales: 22–26, 32–32, 19–19, 40–32 | Parciales: 22–26, 32–32, 19–19, 40–32                                       | |  |  |
|                              | Estadísticas Nenê 28 Nenê 10 James Harden 8 | Reporte Pts Reb Asts                  | Estadísticas Russell Westbrook 35 Russell Westbrook 14 Russell Westbrook 14 | Pabellón: Chesapeake Energy Arena, Oklahoma City, Oklahoma Asistencia: 18,203 espectadores Árbitros: Monty McCutchen, Brian Forte, Josh Tiven Televisión: ABC |  |  |
| Houston lidera la serie, 3–1 |                                             |                                       |                                                                             | |  |  |
|                              |                                             |                                       |                                                                             | |  |  |

| 25 de abril                | Oklahoma City Thunder                                                      | 99–105                                | Houston Rockets                                            | |  |  |
| 8:00 PM                    | Parciales: 22–16, 22–35, 33–21, 22–33                                      | Parciales: 22–16, 22–35, 33–21, 22–33 | Parciales: 22–16, 22–35, 33–21, 22–33                      | |  |  |
|                            | Estadísticas Russell Westbrook 47 Russell Westbrook 11 Russell Westbrook 9 | Reporte Pts Reb Asts                  | Estadísticas James Harden 34 Clint Capela 9 James Harden 4 | Pabellón: Toyota Center, Houston, Texas Asistencia: 18,055 espectadores Árbitros: Marc Davis, Bill Kennedy, Zach Zarba Televisión: TNT |  |  |
| Houston gana la serie, 4–1 |                                                                            |                                       |                                                            | |  |  |
|                            |                                                                            |                                       |                                                            | |  |  |

| 16 de noviembre de 2016 | Houston Rockets | 103–105 | Oklahoma City Thunder |                                                            |  |
|                         |                 |         |                       |                                                            |  |
|                         |                 | Reporte |                       | Pabellón: Chesapeake Energy Arena, Oklahoma City, Oklahoma |  |

| 9 de diciembre de 2016 | Houston Rockets | 102–99  | Oklahoma City Thunder |                                                            |  |
|                        |                 |         |                       |                                                            |  |
|                        |                 | Reporte |                       | Pabellón: Chesapeake Energy Arena, Oklahoma City, Oklahoma |  |

| 5 de enero de 2017 | Oklahoma City Thunder | 116–118 | Houston Rockets |                                         |  |
|                    |                       |         |                 |                                         |  |
|                    |                       | Reporte |                 | Pabellón: Toyota Center, Houston, Texas |  |

| 26 de marzo de 2017 | Oklahoma City Thunder | 125–137 | Houston Rockets |                                         |  |
|                     |                       |         |                 |                                         |  |
|                     |                       | Reporte |                 | Pabellón: Toyota Center, Houston, Texas |  |

Esta es la octava vez que se enfrentan ambos equipos en playoffs, siendo los Thunder/SuperSonics los ganadores de seis encuentros.
| 1982 | Houston Rockets | 1–2 | Seattle SuperSonics |                                               |
|      |                 |     |                     |                                               |
|      |                 |     |                     | Pabellón: 1982 Western Conference First Ronda |

| 1987 | Houston Rockets | 2–4 | Seattle SuperSonics |                                              |
|      |                 |     |                     |                                              |
|      |                 |     |                     | Pabellón: 1987 Western Conference Semifinals |

| 1989 | Houston Rockets | 0–3 | Seattle SuperSonics |                                               |
|      |                 |     |                     |                                               |
|      |                 |     |                     | Pabellón: 1989 Western Conference First Ronda |

| 1993 | Houston Rockets | 3–4 | Seattle SuperSonics |                                              |
|      |                 |     |                     |                                              |
|      |                 |     |                     | Pabellón: 1993 Western Conference Semifinals |

| 1996 | Houston Rockets | 0–4 | Seattle SuperSonics |                                              |
|      |                 |     |                     |                                              |
|      |                 |     |                     | Pabellón: 1996 Western Conference Semifinals |

| 1997 | Houston Rockets | 4–3 | Seattle SuperSonics |                                              |
|      |                 |     |                     |                                              |
|      |                 |     |                     | Pabellón: 1997 Western Conference Semifinals |

| 2013 | Houston Rockets | 2–4 | Oklahoma City Thunder |                                               |
|      |                 |     |                       |                                               |
|      |                 |     |                       | Pabellón: 2013 Western Conference First Ronda |

#### (4) Los Angeles Clippers vs. (5) Utah Jazz
| 15 de abril               | Utah Jazz                                                  | 97–95                                 | Los Angeles Clippers                                          | |  |  |
| 10:30 PM                  | Parciales: 22–24, 30–28, 22–18, 23–25                      | Parciales: 22–24, 30–28, 22–18, 23–25 | Parciales: 22–24, 30–28, 22–18, 23–25                         | |  |  |
|                           | Estadísticas Joe Johnson 21 Gordon Hayward 10 Boris Diaw 6 | Reporte Pts Reb Asts                  | Estadísticas Blake Griffin 26 DeAndre Jordan 15 Chris Paul 11 | Pabellón: Staples Center, Los Ángeles, California Asistencia: 19,060 espectadores Árbitros: Danny Crawford, Rodney Mott, Bill Spooner Televisión: ESPN |  |  |
| Utah lidera la serie, 1–0 |                                                            |                                       |                                                               | |  |  |
|                           |                                                            |                                       |                                                               | |  |  |

| 18 de abril         | Utah Jazz                                                        | 91–99                                 | Los Angeles Clippers                                          | |  |  |
| 10:30 PM            | Parciales: 18–29, 24–22, 28–28, 21–20                            | Parciales: 18–29, 24–22, 28–28, 21–20 | Parciales: 18–29, 24–22, 28–28, 21–20                         | |  |  |
|                     | Estadísticas Gordon Hayward 20 Favors, Hill 7 each George Hill 4 | Reporte Pts Reb Asts                  | Estadísticas Blake Griffin 24 DeAndre Jordan 15 Chris Paul 10 | Pabellón: Staples Center, Los Ángeles, California Asistencia: 19,060 espectadores Árbitros: Monty McCutchen, Kane Fitzgerald, Pat Fraher Televisión: TNT |  |  |
| Serie empatada, 1–1 |                                                                  |                                       |                                                               | |  |  |
|                     |                                                                  |                                       |                                                               | |  |  |

| 21 de abril                      | Los Angeles Clippers                                       | 111–106                               | Utah Jazz                                                    | |  |  |
| 10:00 PM                         | Parciales: 21–34, 28–24, 33–26, 29–22                      | Parciales: 21–34, 28–24, 33–26, 29–22 | Parciales: 21–34, 28–24, 33–26, 29–22                        | |  |  |
|                                  | Estadísticas Chris Paul 34 DeAndre Jordan 13 Chris Paul 10 | Reporte Pts Reb Asts                  | Estadísticas Gordon Hayward 40 Gordon Hayward 8 Joe Ingles 5 | Pabellón: Vivint Smart Home Arena, Salt Lake City, Utah Asistencia: 19,911 espectadores Árbitros: Mike Callahan, Tony Brothers, Eric Lewis Televisión: ESPN2 |  |  |
| LA Clippers lidera la serie, 2–1 |                                                            |                                       |                                                              | |  |  |
|                                  |                                                            |                                       |                                                              | |  |  |

| 23 de abril         | Los Angeles Clippers                                       | 98–105                                | Utah Jazz                                                | |  |  |
| 9:00 PM             | Parciales: 26–24, 26–31, 28–22, 18–28                      | Parciales: 26–24, 26–31, 28–22, 18–28 | Parciales: 26–24, 26–31, 28–22, 18–28                    | |  |  |
|                     | Estadísticas Chris Paul 27 DeAndre Jordan 10 Chris Paul 12 | Reporte Pts Reb Asts                  | Estadísticas Joe Johnson 28 Rudy Gobert 13 Joe Ingles 11 | Pabellón: Vivint Smart Home Arena, Salt Lake City, Utah Asistencia: 19,911 espectadores Árbitros: Marc Davis, Bill Kennedy, James Williams Televisión: TNT |  |  |
| Serie empatada, 2–2 |                                                            |                                       |                                                          | |  |  |
|                     |                                                            |                                       |                                                          | |  |  |

| 25 de abril               | Utah Jazz                                                   | 96–92                                 | Los Angeles Clippers                                      | |  |  |
| 10:30 PM                  | Parciales: 19–21, 27–22, 18–15, 32–34                       | Parciales: 19–21, 27–22, 18–15, 32–34 | Parciales: 19–21, 27–22, 18–15, 32–34                     | |  |  |
|                           | Estadísticas Gordon Hayward 27 Rudy Gobert 11 George Hill 7 | Reporte Pts Reb Asts                  | Estadísticas Chris Paul 28 DeAndre Jordan 12 Chris Paul 9 | Pabellón: Staples Center, Los Ángeles, California Asistencia: 19,171 espectadores Árbitros: Scott Foster, Ron Garretson, John Goble Televisión: TNT |  |  |
| Utah lidera la serie, 3–2 |                                                             |                                       |                                                           | |  |  |
|                           |                                                             |                                       |                                                           | |  |  |

| 28 de abril         | Los Angeles Clippers                                      | 98–93                                 | Utah Jazz                                                     | |  |  |
| 10:30 PM            | Parciales: 20–22, 27–23, 31–25, 20–23                     | Parciales: 20–22, 27–23, 31–25, 20–23 | Parciales: 20–22, 27–23, 31–25, 20–23                         | |  |  |
|                     | Estadísticas Chris Paul 29 DeAndre Jordan 18 Chris Paul 8 | Reporte Pts Reb Asts                  | Estadísticas Gordon Hayward 31 Rudy Gobert 9 Gordon Hayward 4 | Pabellón: Vivint Smart Home Arena, Salt Lake City, Utah Asistencia: 19,911 espectadores Árbitros: Monty McCutchen, James Capers, Tom Washington Televisión: ESPN |  |  |
| Serie empatada, 3–3 |                                                           |                                       |                                                               | |  |  |
|                     |                                                           |                                       |                                                               | |  |  |

| 30 de abril             | Utah Jazz                                                             | 104–91                                | Los Angeles Clippers                                          | |  |  |
| 3:30 PM                 | Parciales: 24–24, 22–15, 33–24, 25–28                                 | Parciales: 24–24, 22–15, 33–24, 25–28 | Parciales: 24–24, 22–15, 33–24, 25–28                         | |  |  |
|                         | Estadísticas Gordon Hayward 26 Derrick Favors 11 Hill, Johnson 5 each | Reporte Pts Reb Asts                  | Estadísticas DeAndre Jordan 24 DeAndre Jordan 17 Chris Paul 9 | Pabellón: Staples Center, Los Ángeles, California Asistencia: 19,060 espectadores Árbitros: Danny Crawford, Tony Brothers, Bill Kennedy Televisión: ABC |  |  |
| Utah gana la serie, 4–3 |                                                                       |                                       |                                                               | |  |  |
|                         |                                                                       |                                       |                                                               | |  |  |

- El séptimo juego de la serie fue el último partido de Paul Pierce en la NBA.

| 30 de octubre de 2016 | Utah Jazz | 75–88   | Los Angeles Clippers |                                                   |  |
|                       |           |         |                      |                                                   |  |
|                       |           | Reporte |                      | Pabellón: Staples Center, Los Ángeles, California |  |

| 13 de febrero de 2017 | Los Angeles Clippers | 88–72   | Utah Jazz |                                                         |  |
|                       |                      |         |           |                                                         |  |
|                       |                      | Reporte |           | Pabellón: Vivint Smart Home Arena, Salt Lake City, Utah |  |

| 13 de marzo de 2017 | Los Angeles Clippers | 108–114 | Utah Jazz |                                                         |  |
|                     |                      |         |           |                                                         |  |
|                     |                      | Reporte |           | Pabellón: Vivint Smart Home Arena, Salt Lake City, Utah |  |

| 25 de marzo de 2017 | Utah Jazz | 95–108  | Los Angeles Clippers |                                                   |  |
|                     |           |         |                      |                                                   |  |
|                     |           | Reporte |                      | Pabellón: Staples Center, Los Ángeles, California |  |

Esta es la tercera ocasión en que se enfrentan estos equipos en playoffs, con los Jazz ganando los anteriores dos encuentros.
| 1992 | Los Angeles Clippers | 2–3 | Utah Jazz |                                               |
|      |                      |     |           |                                               |
|      |                      |     |           | Pabellón: 1992 Western Conference First Ronda |

| 1997 | Los Angeles Clippers | 0–3 | Utah Jazz |                                               |
|      |                      |     |           |                                               |
|      |                      |     |           | Pabellón: 1997 Western Conference First Ronda |

### Semifinales de Conferencia

#### (1) Golden State Warriors vs. (5) Utah Jazz
| 2 de mayo                         | Utah Jazz                                                       | 94–106                                | Golden State Warriors                                       | |  |  |
| 10:30 PM                          | Parciales: 21–27, 25–31, 27–26, 21–22                           | Parciales: 21–27, 25–31, 27–26, 21–22 | Parciales: 21–27, 25–31, 27–26, 21–22                       | |  |  |
|                                   | Estadísticas Rudy Gobert 13 Rudy Gobert 13 three players 4 each | Reporte Pts Reb Asts                  | Estadísticas Stephen Curry 22 Draymond Green 8 David West 7 | Pabellón: Oracle Arena, Oakland, California Asistencia: 19,596 espectadores Árbitros: Mike Callahan, John Goble, David Guthrie Televisión: TNT |  |  |
| Golden State lidera la serie, 1–0 |                                                                 |                                       |                                                             | |  |  |
|                                   |                                                                 |                                       |                                                             | |  |  |

| 4 de mayo                         | Utah Jazz                                                          | 104–115                               | Golden State Warriors                                             | |  |  |
| 10:30 PM                          | Parciales: 15–33, 32–27, 35–32, 22–23                              | Parciales: 15–33, 32–27, 35–32, 22–23 | Parciales: 15–33, 32–27, 35–32, 22–23                             | |  |  |
|                                   | Estadísticas Gordon Hayward 33 Rudy Gobert 16 Hayward, Mack 4 each | Reporte Pts Reb Asts                  | Estadísticas Kevin Durant 25 Kevin Durant 11 Curry, Durant 7 each | Pabellón: Oracle Arena, Oakland, California Asistencia: 19,596 espectadores Árbitros: Derrick Stafford, Derrick Collins, Zach Zarba Televisión: ESPN |  |  |
| Golden State lidera la serie, 2–0 |                                                                    |                                       |                                                                   | |  |  |
|                                   |                                                                    |                                       |                                                                   | |  |  |

| 6 de mayo                         | Golden State Warriors                                         | 102–91                                | Utah Jazz                                                      | |  |  |
| 8:30 PM                           | Parciales: 27–17, 22–33, 23–20, 30–21                         | Parciales: 27–17, 22–33, 23–20, 30–21 | Parciales: 27–17, 22–33, 23–20, 30–21                          | |  |  |
|                                   | Estadísticas Kevin Durant 38 Kevin Durant 13 Draymond Green 5 | Reporte Pts Reb Asts                  | Estadísticas Gordon Hayward 29 Rudy Gobert 15 Gordon Hayward 6 | Pabellón: Vivint Smart Home Arena, Salt Lake City, Utah Asistencia: 19,911 espectadores Árbitros: Ken Mauer, Bennie Adams, Ed Malloy Televisión: ABC |  |  |
| Golden State lidera la serie, 3–0 |                                                               |                                       |                                                                | |  |  |
|                                   |                                                               |                                       |                                                                | |  |  |

| 8 de mayo                       | Golden State Warriors                                             | 121–95                                | Utah Jazz                                                            | |  |  |
| 9:00 PM                         | Parciales: 39–17, 21–35, 33–27, 28–16                             | Parciales: 39–17, 21–35, 33–27, 28–16 | Parciales: 39–17, 21–35, 33–27, 28–16                                | |  |  |
|                                 | Estadísticas Stephen Curry 30 Draymond Green 10 Draymond Green 11 | Reporte Pts Reb Asts                  | Estadísticas Gordon Hayward 25 Rudy Gobert 13 Hayward, Ingles 3 each | Pabellón: Vivint Smart Home Arena, Salt Lake City, Utah Asistencia: 19,911 espectadores Árbitros: Monty McCutchen, James Capers, James Williams Televisión: TNT |  |  |
| Golden State gana la serie, 4–0 |                                                                   |                                       |                                                                      | |  |  |
|                                 |                                                                   |                                       |                                                                      | |  |  |

| 8 de diciembre de 2016 | Golden State Warriors | 106–99  | Utah Jazz |                                                         |  |
|                        |                       |         |           |                                                         |  |
|                        |                       | Reporte |           | Pabellón: Vivint Smart Home Arena, Salt Lake City, Utah |  |

| 20 de diciembre de 2016 | Utah Jazz | 74–104  | Golden State Warriors |                                             |  |
|                         |           |         |                       |                                             |  |
|                         |           | Reporte |                       | Pabellón: Oracle Arena, Oakland, California |  |

| 10 de abril de 2017 | Utah Jazz | 105–99  | Golden State Warriors |                                             |  |
|                     |           |         |                       |                                             |  |
|                     |           | Reporte |                       | Pabellón: Oracle Arena, Oakland, California |  |

Esta es la cuarta ocasión que se enfrentan ambos equipos en playoffs, con los Warriors ganando dos de los tres encuentros.
| 1987 | Golden State Warriors | 3–2 | Utah Jazz |                                               |
|      |                       |     |           |                                               |
|      |                       |     |           | Pabellón: 1987 Western Conference First Ronda |

| 1989 | Golden State Warriors | 3–0 | Utah Jazz |                                               |
|      |                       |     |           |                                               |
|      |                       |     |           | Pabellón: 1989 Western Conference First Ronda |

| 2007 | Golden State Warriors | 1–4 | Utah Jazz |                                              |
|      |                       |     |           |                                              |
|      |                       |     |           | Pabellón: 2007 Western Conference Semifinals |

#### (2) San Antonio Spurs vs. (3) Houston Rockets
| 1 de mayo                    | Houston Rockets                                              | 126–99                                | San Antonio Spurs                                              | |  |  |
| 9:30 PM                      | Parciales: 34–23, 35–16, 27–28, 30–32                        | Parciales: 34–23, 35–16, 27–28, 30–32 | Parciales: 34–23, 35–16, 27–28, 30–32                          | |  |  |
|                              | Estadísticas Trevor Ariza 23 Clint Capela 13 James Harden 14 | Reporte Pts Reb Asts                  | Estadísticas Kawhi Leonard 21 Kawhi Leonard 11 Kawhi Leonard 6 | Pabellón: AT&T Center, San Antonio, Texas Asistencia: 18,418 espectadores Árbitros: Ken Mauer, Ed Malloy, Josh Tiven Televisión: TNT |  |  |
| Houston lidera la serie, 1–0 |                                                              |                                       |                                                                | |  |  |
|                              |                                                              |                                       |                                                                | |  |  |

| 3 de mayo           | Houston Rockets                                               | 96–121                                | San Antonio Spurs                                          | |  |  |
| 9:30 PM             | Parciales: 30–33, 25–32, 28–23, 13–33                         | Parciales: 30–33, 25–32, 28–23, 13–33 | Parciales: 30–33, 25–32, 28–23, 13–33                      | |  |  |
|                     | Estadísticas Ryan Anderson 18 Ryan Anderson 8 James Harden 10 | Reporte Pts Reb Asts                  | Estadísticas Kawhi Leonard 34 Pau Gasol 13 Kawhi Leonard 8 | Pabellón: AT&T Center, San Antonio, Texas Asistencia: 18,418 espectadores Árbitros: Scott Foster, Tony Brothers, Bill Spooner Televisión: TNT |  |  |
| Serie empatada, 1–1 |                                                               |                                       |                                                            | |  |  |
|                     |                                                               |                                       |                                                            | |  |  |

| 5 de mayo                        | San Antonio Spurs                                                       | 103–92                                | Houston Rockets                                                   | |  |  |
| 9:30 PM                          | Parciales: 19–21, 24–18, 29–27, 31–26                                   | Parciales: 19–21, 24–18, 29–27, 31–26 | Parciales: 19–21, 24–18, 29–27, 31–26                             | |  |  |
|                                  | Estadísticas Aldridge, Leonard 26 each Kawhi Leonard 10 Kawhi Leonard 7 | Reporte Pts Reb Asts                  | Estadísticas James Harden 43 Clint Capela 16 Ariza, Harden 5 each | Pabellón: Toyota Center, Houston, Texas Asistencia: 18,187 espectadores Árbitros: Danny Crawford, Marc Davis, Brian Forte Televisión: ESPN |  |  |
| San Antonio lidera la serie, 2–1 |                                                                         |                                       |                                                                   | |  |  |
|                                  |                                                                         |                                       |                                                                   | |  |  |

| 7 de mayo           | San Antonio Spurs                                          | 104–125                               | Houston Rockets                                             | |  |  |
| 9:00 PM             | Parciales: 22–34, 31–23, 23–34, 28–34                      | Parciales: 22–34, 31–23, 23–34, 28–34 | Parciales: 22–34, 31–23, 23–34, 28–34                       | |  |  |
|                     | Estadísticas Jonathon Simmons 17 Pau Gasol 7 Patty Mills 5 | Reporte Pts Reb Asts                  | Estadísticas James Harden 28 Clint Capela 9 James Harden 12 | Pabellón: Toyota Center, Houston, Texas Asistencia: 18,055 espectadores Árbitros: Mike Callahan, John Goble, Sean Wright Televisión: TNT |  |  |
| Serie empatada, 2–2 |                                                            |                                       |                                                             | |  |  |
|                     |                                                            |                                       |                                                             | |  |  |

| 9 de mayo                        | Houston Rockets                                                     | 107–110                                           | San Antonio Spurs                                              | |  |  |
| 8:00 PM                          | Parciales: 29–32, 31–26, 25–28, 16–15 (T.E.: 6–9)                   | Parciales: 29–32, 31–26, 25–28, 16–15 (T.E.: 6–9) | Parciales: 29–32, 31–26, 25–28, 16–15 (T.E.: 6–9)              | |  |  |
|                                  | Estadísticas James Harden 33 Capela, Harden 11 each James Harden 10 | Reporte Pts Reb Asts                              | Estadísticas Kawhi Leonard 22 Kawhi Leonard 15 Manu Ginóbili 5 | Pabellón: AT&T Center, San Antonio, Texas Asistencia: 18,418 espectadores Árbitros: Derrick Stafford, Rodney Mott, Zach Zarba Televisión: TNT |  |  |
| San Antonio lidera la serie, 3–2 |                                                                     |                                                   |                                                                | |  |  |
|                                  |                                                                     |                                                   |                                                                | |  |  |

| 11 de mayo                     | San Antonio Spurs                                                    | 114–75                                | Houston Rockets                                             | |  |  |
| 8:00 PM                        | Parciales: 31–24, 30–18, 26–22, 27–11                                | Parciales: 31–24, 30–18, 26–22, 27–11 | Parciales: 31–24, 30–18, 26–22, 27–11                       | |  |  |
|                                | Estadísticas LaMarcus Aldridge 34 LaMarcus Aldridge 12 Patty Mills 7 | Reporte Pts Reb Asts                  | Estadísticas Trevor Ariza 20 Clint Capela 12 James Harden 7 | Pabellón: Toyota Center, Houston, Texas Asistencia: 18,055 espectadores Árbitros: Scott Foster, James Capers, Ron Garretson Televisión: ESPN |  |  |
| San Antonio gana la serie, 4–2 |                                                                      |                                       |                                                             | |  |  |
|                                |                                                                      |                                       |                                                             | |  |  |

| 9 de noviembre de 2016 | Houston Rockets | 101–99  | San Antonio Spurs |                                           |  |
|                        |                 |         |                   |                                           |  |
|                        |                 | Reporte |                   | Pabellón: AT&T Center, San Antonio, Texas |  |

| 12 de noviembre de 2016 | San Antonio Spurs | 106–100 | Houston Rockets |                                         |  |
|                         |                   |         |                 |                                         |  |
|                         |                   | Reporte |                 | Pabellón: Toyota Center, Houston, Texas |  |

| 20 de diciembre de 2016 | San Antonio Spurs | 102–100 | Houston Rockets |                                         |  |
|                         |                   |         |                 |                                         |  |
|                         |                   | Reporte |                 | Pabellón: Toyota Center, Houston, Texas |  |

| 6 de marzo de 2017 | Houston Rockets | 110–112 | San Antonio Spurs |                                           |  |
|                    |                 |         |                   |                                           |  |
|                    |                 | Reporte |                   | Pabellón: AT&T Center, San Antonio, Texas |  |

Esta es la cuarta ocasión que se enfrentan ambos equipos en playoffs, con los Rockets ganando los tres primeros encuentros.
| 1980 | Houston Rockets | 2–1 | San Antonio Spurs |                                               |
|      |                 |     |                   |                                               |
|      |                 |     |                   | Pabellón: 1980 Eastern Conference First Ronda |

| 1981 | Houston Rockets | 4–3 | San Antonio Spurs |                                              |
|      |                 |     |                   |                                              |
|      |                 |     |                   | Pabellón: 1981 Western Conference Semifinals |

| 1995 | Houston Rockets | 4–2 | San Antonio Spurs |                                          |
|      |                 |     |                   |                                          |
|      |                 |     |                   | Pabellón: 1995 Western Conference Finals |

### Finales de Conferencia: (1) Golden State Warriors vs. (2) San Antonio Spurs
| 14 de mayo                        | San Antonio Spurs                                                               | 111–113                               | Golden State Warriors                                          | |  |  |
| 3:30 PM                           | Parciales: 30–16, 32–26, 28–39, 21–32                                           | Parciales: 30–16, 32–26, 28–39, 21–32 | Parciales: 30–16, 32–26, 28–39, 21–32                          | |  |  |
|                                   | Estadísticas LaMarcus Aldridge 28 Aldridge, Leonard 8 each three players 3 each | Reporte Pts Reb Asts                  | Estadísticas Stephen Curry 40 Zaza Pachulia 9 Draymond Green 7 | Pabellón: Oracle Arena, Oakland, California Asistencia: 19,596 espectadores Árbitros: Danny Crawford, Marc Davis, Tom Washington Televisión: ABC |  |  |
| Golden State lidera la serie, 1–0 |                                                                                 |                                       |                                                                | |  |  |
|                                   |                                                                                 |                                       |                                                                | |  |  |

| 16 de mayo                        | San Antonio Spurs                                                   | 100–136                               | Golden State Warriors                                          | |  |  |
| 9:00 PM                           | Parciales: 16–33, 28–39, 31–34, 25–30                               | Parciales: 16–33, 28–39, 31–34, 25–30 | Parciales: 16–33, 28–39, 31–34, 25–30                          | |  |  |
|                                   | Estadísticas Jonathon Simmons 22 Dewayne Dedmon 9 Dejounte Murray 6 | Reporte Pts Reb Asts                  | Estadísticas Stephen Curry 29 Draymond Green 9 Stephen Curry 7 | Pabellón: Oracle Arena, Oakland, California Asistencia: 19,596 espectadores Árbitros: Ken Mauer, Kane Fitzgerald, Ed Malloy Televisión: ESPN |  |  |
| Golden State lidera la serie, 2–0 |                                                                     |                                       |                                                                | |  |  |
|                                   |                                                                     |                                       |                                                                | |  |  |

| 20 de mayo                        | Golden State Warriors                                         | 120–108                               | San Antonio Spurs                                        | |  |  |
| 9:00 PM                           | Parciales: 29–33, 35–22, 36–33, 20–20                         | Parciales: 29–33, 35–22, 36–33, 20–20 | Parciales: 29–33, 35–22, 36–33, 20–20                    | |  |  |
|                                   | Estadísticas Kevin Durant 33 Kevin Durant 10 Draymond Green 7 | Reporte Pts Reb Asts                  | Estadísticas Manu Ginóbili 21 Pau Gasol 10 Patty Mills 6 | Pabellón: AT&T Center, San Antonio, Texas Asistencia: 18,792 espectadores Árbitros: Monty McCutchen, James Capers, Bill Kennedy Televisión: ESPN |  |  |
| Golden State lidera la serie, 3–0 |                                                               |                                       |                                                          | |  |  |
|                                   |                                                               |                                       |                                                          | |  |  |

| 22 de mayo                      | Golden State Warriors                                          | 129–115                               | San Antonio Spurs                                                 | |  |  |
| 9:00 PM                         | Parciales: 31–19, 34–32, 31–27, 33–37                          | Parciales: 31–19, 34–32, 31–27, 33–37 | Parciales: 31–19, 34–32, 31–27, 33–37                             | |  |  |
|                                 | Estadísticas Stephen Curry 36 Kevin Durant 12 Draymond Green 8 | Reporte Pts Reb Asts                  | Estadísticas Kyle Anderson 20 Pau Gasol 9 Ginóbili, Murray 7 each | Pabellón: AT&T Center, San Antonio, Texas Asistencia: 18,466 espectadores Árbitros: Mike Callahan, Sean Corbin, Zach Zarba Televisión: ESPN |  |  |
| Golden State gana la serie, 4–0 |                                                                |                                       |                                                                   | |  |  |
|                                 |                                                                |                                       |                                                                   | |  |  |

| 25 de octubre de 2016 | San Antonio Spurs | 129–100 | Golden State Warriors |                                             |  |
|                       |                   |         |                       |                                             |  |
|                       |                   | Reporte |                       | Pabellón: Oracle Arena, Oakland, California |  |

| 11 de marzo de 2017 | Golden State Warriors | 85–107  | San Antonio Spurs |                                           |  |
|                     |                       |         |                   |                                           |  |
|                     |                       | Reporte |                   | Pabellón: AT&T Center, San Antonio, Texas |  |

| 29 de marzo de 2017 | Golden State Warriors | 110–98  | San Antonio Spurs |                                           |  |
|                     |                       |         |                   |                                           |  |
|                     |                       | Reporte |                   | Pabellón: AT&T Center, San Antonio, Texas |  |

Esta es la tercera ocasión que se enfrentan ambos equipos en playoffs, con una victoria para cada uno en los duelos previos.
| 1991 | Golden State Warriors | 3–1 | San Antonio Spurs |                                               |
|      |                       |     |                   |                                               |
|      |                       |     |                   | Pabellón: 1991 Western Conference First Ronda |

| 2013 | Golden State Warriors | 2–4 | San Antonio Spurs |                                              |
|      |                       |     |                   |                                              |
|      |                       |     |                   | Pabellón: 2013 Western Conference Semifinals |

## Finales de la NBA: (O1) Golden State Warriors vs. (E2) Cleveland Cavaliers
| 1 de junio                        | Cleveland Cavaliers                                       | 91–113                                | Golden State Warriors                                           | |  |  |
| 9:00 PM                           | Parciales: 30–35, 22–25, 20–33, 19–20                     | Parciales: 30–35, 22–25, 20–33, 19–20 | Parciales: 30–35, 22–25, 20–33, 19–20                           | |  |  |
|                                   | Estadísticas LeBron James 28 Kevin Love 21 LeBron James 8 | Reporte Pts Reb Asts                  | Estadísticas Kevin Durant 38 Draymond Green 11 Stephen Curry 10 | Pabellón: Oracle Arena, Oakland, California Asistencia: 19,596 espectadores Árbitros: Danny Crawford, Derrick Stafford, Zach Zarba Televisión: ABC |  |  |
| Golden State lidera la serie, 1–0 |                                                           |                                       |                                                                 | |  |  |
|                                   |                                                           |                                       |                                                                 | |  |  |

| 4 de junio                        | Cleveland Cavaliers                                          | 113–132                               | Golden State Warriors                                         | |  |  |
| 8:00 PM                           | Parciales: 34–40, 30–27, 24–35, 25–30                        | Parciales: 34–40, 30–27, 24–35, 25–30 | Parciales: 34–40, 30–27, 24–35, 25–30                         | |  |  |
|                                   | Estadísticas LeBron James 29 LeBron James 11 LeBron James 14 | Reporte Pts Reb Asts                  | Estadísticas Kevin Durant 33 Kevin Durant 13 Stephen Curry 11 | Pabellón: Oracle Arena, Oakland, California Asistencia: 19,596 espectadores Árbitros: Scott Foster, Tony Brothers, James Capers Televisión: ABC |  |  |
| Golden State lidera la serie, 2–0 |                                                              |                                       |                                                               | |  |  |
|                                   |                                                              |                                       |                                                               | |  |  |

| 7 de junio                        | Golden State Warriors                                          | 118–113                               | Cleveland Cavaliers                                       | |  |  |
| 9:00 PM                           | Parciales: 39–32, 28–29, 22–33, 29–19                          | Parciales: 39–32, 28–29, 22–33, 29–19 | Parciales: 39–32, 28–29, 22–33, 29–19                     | |  |  |
|                                   | Estadísticas Kevin Durant 31 Stephen Curry 13 Draymond Green 7 | Reporte Pts Reb Asts                  | Estadísticas LeBron James 39 Kevin Love 13 LeBron James 9 | Pabellón: Quicken Loans Arena, Cleveland, Ohio Asistencia: 20,562 espectadores Árbitros: Monty McCutchen, Ed Malloy, Ken Mauer Televisión: ABC |  |  |
| Golden State lidera la serie, 3–0 |                                                                |                                       |                                                           | |  |  |
|                                   |                                                                |                                       |                                                           | |  |  |

| 9 de junio                        | Golden State Warriors                                           | 116–137                               | Cleveland Cavaliers                                                  | |  |  |
| 9:00 PM                           | Parciales: 33–49, 35–37, 28–29, 20–22                           | Parciales: 33–49, 35–37, 28–29, 20–22 | Parciales: 33–49, 35–37, 28–29, 20–22                                | |  |  |
|                                   | Estadísticas Kevin Durant 35 Draymond Green 14 Stephen Curry 10 | Reporte Pts Reb Asts                  | Estadísticas Kyrie Irving 40 James, Thompson 10 each LeBron James 11 | Pabellón: Quicken Loans Arena, Cleveland, Ohio Asistencia: 20,562 espectadores Árbitros: Mike Callahan, Marc Davis, John Goble Televisión: ABC |  |  |
| Golden State lidera la serie, 3–1 |                                                                 |                                       |                                                                      | |  |  |
|                                   |                                                                 |                                       |                                                                      | |  |  |

| 12 de junio                     | Cleveland Cavaliers                                         | 120–129                               | Golden State Warriors                                           | |  |  |
| 9:00 PM                         | Parciales: 37–33, 23–38, 33–27, 27–31                       | Parciales: 37–33, 23–38, 33–27, 27–31 | Parciales: 37–33, 23–38, 33–27, 27–31                           | |  |  |
|                                 | Estadísticas LeBron James 41 LeBron James 13 LeBron James 8 | Reporte Pts Reb Asts                  | Estadísticas Kevin Durant 39 Draymond Green 12 Stephen Curry 10 | Pabellón: Oracle Arena, Oakland, California Asistencia: 19,596 espectadores Árbitros: Danny Crawford, Ed Malloy, Derrick Stafford Televisión: ABC |  |  |
| Golden State gana la serie, 4–1 |                                                             |                                       |                                                                 | |  |  |
|                                 |                                                             |                                       |                                                                 | |  |  |

| 25 de diciembre de 2016 | Golden State Warriors | 108–109 | Cleveland Cavaliers |                                                |  |
|                         |                       |         |                     |                                                |  |
|                         |                       | Reporte |                     | Pabellón: Quicken Loans Arena, Cleveland, Ohio |  |

| 16 de enero de 2017 | Cleveland Cavaliers | 91–126  | Golden State Warriors |                                             |  |
|                     |                     |         |                       |                                             |  |
|                     |                     | Reporte |                       | Pabellón: Oracle Arena, Oakland, California |  |

Esta es la tercera final entre los Warriors y los Cavaliers, con una victoria para cada uno en los duelos previos.
| 2015 | Golden State Warriors | 4–2 | Cleveland Cavaliers |                           |
|      |                       |     |                     |                           |
|      |                       |     |                     | Pabellón: 2015 NBA Finals |

| 2016 | Golden State Warriors | 3–4 | Cleveland Cavaliers |                           |
|      |                       |     |                     |                           |
|      |                       |     |                     | Pabellón: 2016 NBA Finals |

## Estadísticas
| Categoría   | Máximo                                     | Máximo                                                 | Máximo | Promedio                         | Promedio              | Promedio | Promedio |
| Categoría   | Jugador                                    | Equipo                                                 | Máx.   | Jugador                          | Equipo                | Media    | Part.    |
| ----------- | ------------------------------------------ | ------------------------------------------------------ | ------ | -------------------------------- | --------------------- | -------- | -------- |
| Puntos      | Isaiah Thomas                              | Boston Celtics                                         | 53     | Russell Westbrook                | Oklahoma City Thunder | 37.4     | 5        |
| Rebotes     | Kevin Love                                 | Cleveland Cavaliers                                    | 21     | DeAndre Jordan                   | Los Angeles Clippers  | 14.4     | 7        |
| Asistencias | John Wall                                  | Washington Wizards                                     | 16     | Russell Westbrook                | Oklahoma City Thunder | 10.8     | 5        |
| Robos       | Thaddeus Young Kawhi Leonard Stephen Curry | Indiana Pacers San Antonio Spurs Golden State Warriors | 6      | Russell Westbrook André Roberson | Oklahoma City Thunder | 2.4      | 5        |
| Tapones     | Draymond Green                             | Golden State Warriors                                  | 6      | André Roberson                   | Oklahoma City Thunder | 3.4      | 5        |